# 顏成坤

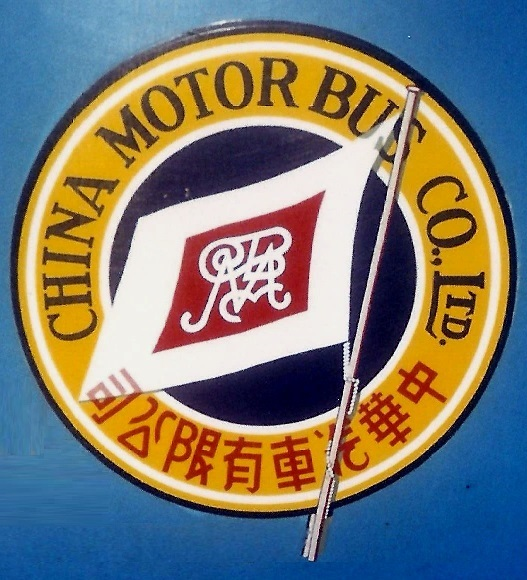
顏成坤的中華汽車有限公司標誌，攝於1998年喪失專營權前夕

顏成坤，CBE，JP[?]（1900年12月18日—2001年4月14日），香港企業家和政治家，中華汽車有限公司（即中巴）創辦人，1933年6月至1998年8月擁有香港島的巴士專營權。此外，他於1951年獲香港政府委任為立法局非官守議員，其後於1959年至1961年任該局首席非官守議員，以及在1959年至1961年兼任行政局非官守議員。
顏成坤早年受教於皇仁書院和上海聖約翰大學，1920年接手家族的人力車業務。看好巴士業務前景的他隨後聯同商人黃耀南於1923年成立中巴，是九龍地區第三家巴士公司。1933年奪得專營權後，中巴由九龍遷往港島，戰後業務在他主導下快速擴展，在20世紀八十年代高峰期的巴士路線超過100條，車隊數目過千，每年乘搭人次斷以億計，堪稱「中巴王國」。1981年，百利保集團企圖狙擊中巴股權，但最終為顏成坤所擊退。
在中巴業務以外，顏成坤熱心參與社會事務，他早於1931年至1932年當選為東華三院合併後的首任主席，其後又於1939年至1940年出任保良局主席。戰後，他於1946年獲委任為市政局非官守議員，1951年晉升為該局首席非官守議員，1953年因公務繁忙請辭。作為香港的潮州僑領，顏成坤在行政立法兩局任職期間還身兼多項公職，直到六十年代以後才淡出政壇。另一方面，熱衷於體育事工的他曾於二戰前後連任南華體育會主席和會長合共八屆，並且於1935年擔任中華民國第六屆全國運動會香港區代表總領隊，以及於1936年以中華民國國家足球隊教練身份前赴德國柏林參與第11屆奧林匹克運動會。
然而，踏入20世紀八十年代，顏成坤對中巴的家族式管治被指保守脫節，巴士服務水平下降和勞資糾紛等問題，更引起輿論批評，促使港府於1993年和1995年分別把26條和14條巴士路線交由城巴有限公司接辦，其後進一步於1998年2月宣佈終止中巴專營權，中巴的專利巴士服務遂於同年8月底告終，而新的專營權則由新世界第一巴士服務有限公司奪得。顏成坤雖然自1933年以來一直擔任中巴主席和監理，但由於年事已高、健康倒退，所以在九十年代中期已把業務交由子女打理。事實上，顏家手持不少車廠和員工宿舍土地，早已把目光投到地產發展，因此自專營權告終後，中巴實際上已經由一家巴士公司變成一家純以地產為核心業務的企業。

## 生平

### 早年生涯
顏成坤祖籍廣東潮陽，1900年12月18日生於香港，是顏永祠及其妻所生的獨子。顏永祠原本在九龍倉公司任職咕喱頭（即苦力頭目），其後身兼渣甸糖廠和尖沙咀貨倉咕喱頭，並擔任九龍持牌人力車咕喱的工頭；他除了負責從潮州和汕頭等地僱人來港打工，也負責監管這些咕喱在香港的生活，從中還向這些咕喱徵取費用。1901年，香港政府設立委員會調查抬轎咕喱和人力車咕喱人手嚴重流失的問題，當時顏永祠更曾獲委員會邀請出席作供。後來，顏永祠自立門戶，在九龍經營人力車業務，分別於畸岭里3號和廣東道112號開設永興號和永隆號人力車舖，同時於廣東道110號設有一家新德隆人力車咕喱舖。
然而，顏永祠於1905年3月9日逝世後，遺孀顏詹氏以遺產承辦人身份，於同年5月9日訂立授權書，把丈夫生前的人力車業務交予其胞兄弟顏六代為打理。多年後，顏詹氏於1917年12月10日撤回授權書，宣告顏六與永興號、永隆號和新德隆再無任何關係；惟最初顏六在授權書撤回後仍繼續經營有關業務，直到後來顏詹氏一方發出令狀，顏六才正式交出業務，並與顏詹氏一方分產。顏詹氏其後進一步於1918年入稟興訟，要求顏六一方交出經營帳目查核，最終於1919年獲判勝訴。此外，顏詹氏一家原本居於廣東道116號，而顏六一家就住隔鄰的114號；但兩方分產後，顏六一家遷離到附近的海防道18號居住。
雖然自幼喪父，但顏成坤自少獲得家人送入皇仁書院學習英文，及後前赴上海聖約翰大學深造。根據學者吳醒濂在1937年出版的《香港華人名人史略》一書指出，顏成坤早年離開皇仁後，也曾追隨孫中山從事救國工作；而身為皇仁舊生的他在多年後於1971年4月獲皇仁書院舊生會邀請出任名譽顧問。

### 「中巴王國」

#### 草創中巴
1920年，時年20歲的顏成坤返回香港接手經營家族的人力車業務；當時人力車仍然是香港重要的陸上公共交通工具，例如警隊在1921年就選擇於九龍和新九龍五個公共人力車站鋪設電話，其中一個設於由顏成坤經營的廣東道112號永隆號人力車舖；至於顏六位於廣東道142號的人力車舖，也是其中一個獲鋪設電話的公共人力車站。雖然如此，隨著汽車的逐漸普及，再加上九龍汽車公司（即九龍巴士／九巴）和啟德客車公司分別在1921年和1923年成立，為九龍地區提供公共巴士服務，對人力車業務日益構成明顯的競爭。
有見及此，顏成坤積極計劃在公共巴士市場上分一杯羹，並於1923年9月2日聯同商人黃耀南在紅磡共同創立中華汽車公司（即中華巴士／中巴），初時擁有六輛單層巴士，是繼九巴和啟德客車後九龍第三家巴士公司。顏成坤的生意夥伴黃耀南是港紳四邑輪船公司創辦人之一黃炳純之子，因此黃家與顏家一樣都有經營公共運輸的經驗。1927年，顏成坤又娶黃炳純的女兒黃亦梅為妻，兩家結為姻親，而黃耀南也成為顏成坤的大舅，可見顏黃兩家關係密切。中巴成立之初，由顏成坤和黃耀南一同擔任總司理，早期主要提供往來尖沙咀和九龍塘一帶的巴士服務，在新界鄉鎮間也有提供服務。九巴雖然是中巴早年的主要競爭對手，但當時一些報章輿論認為中巴的服務質素和管理水平均較為理想，管理層較用心經營，也積極添置新車，公司漸具規模。

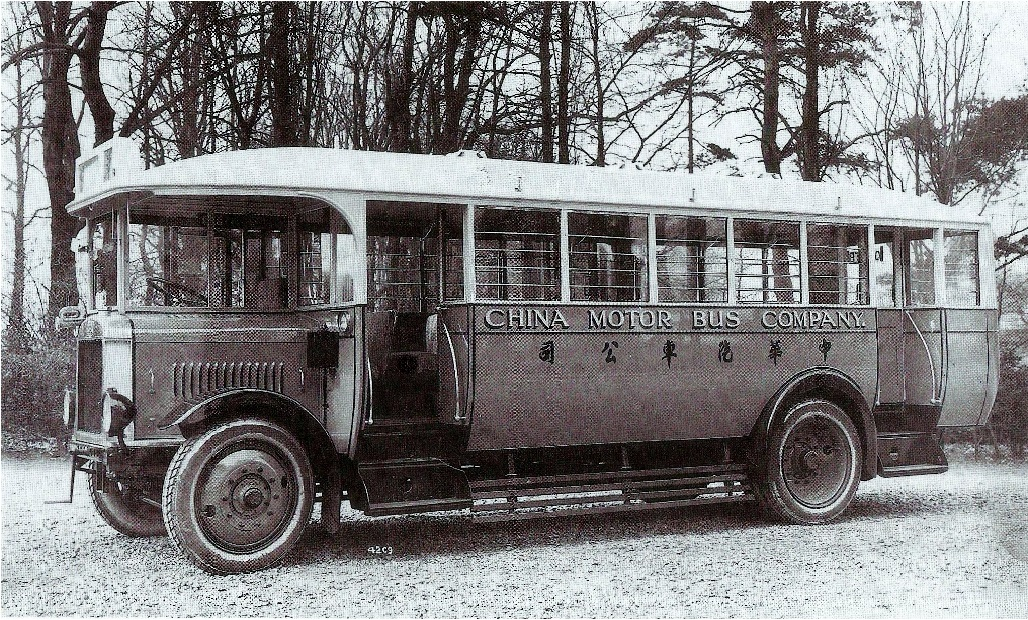
中巴於1926年從英國購入的一款利蘭單層巴士

1932年9月，香港政府有鑑於公共巴士服務水平良莠不齊，於是決定引入專營權制度，並就此發出招標邀請。根據新的專營權政策，香港的公共巴士服務只能由專利巴士公司提供，專利巴士公司的董事局大多數成員均須擁有英國國籍，而採用的巴士必須於英國或大英帝國其他地方（即後來的英聯邦國家）製造，這項限制巴士出產地的規定，一直到多年後的1984年10月才宣告撤銷。事實上，港府當年的招標工作顯得相當神秘，當港府在1933年1月公佈招標結果時，外界才得悉港府曾就此展開招標；另外，港府從沒公開招標過程，也拒絕透露接獲的標書數目和公開落選的標書內容，作風久缺透明度，引來輿論批評。
在該次招標，顏成坤的中巴成功奪得香港島地區的巴士專營權，九龍和新界地區的巴士專營權則由九巴奪得。兩個專營權同樣由1933年6月11日起生效，有效期為時15年之久。港府批出專營權後，顏成坤和黃耀南聯同殷商林卓明、馮強、以及顏成坤族兄顏光宗等人遂於同年合資把中巴重組成為中華汽車有限公司，而九巴也改組為九龍汽車（一九三三）有限公司。顏成坤在重組後的中巴出任董事局主席兼監理一職，而黃耀南則擔任副董事長兼經理一職，各人也是新公司的永遠董事。由於中巴過往未曾在港島區營運，因此中巴需要由九龍調來10輛巴士，並從香港大酒店巴士公司、香港電車有限公司和香港仔街坊福利會公共汽車公司三家原本在港島營運的巴士公司收購合共44輛巴士。
在港島營運的中巴最初於銅鑼灣屈臣道設立臨時車廠，並提供九條路線，較主要的路線包括來往上環東街與跑馬地的「1」號線、來往中環皇家碼頭（即卜公碼頭）與香港大學的「3」號和「4」號兩條相反方向的循環線、以及往返中環油麻地碼頭（統一碼頭前身）和香港仔的「7」號線等。戰前的中巴與九巴一樣都設有頭等和二等收費，而且已經有分段收費、月票和學生優惠車票等安排。
1941年12月，日本隨太平洋戰爭爆發入侵香港，香港保衛戰一觸即發。戰事期間，中巴服務陷入停頓，同年12月25日香港淪陷、進入日治時期後，中巴繼續停駛。一直到1942年1月25日，中巴在顏成坤主持下才得以恢復運作，但鑑於戰時不少巴士遭受破壞、或被日軍徵用，再加上燃料不足，故只能維持十分有限度的服務。1942年5月，顏成坤被日治政府委任為華民各界協議會委員；同年10月，日治政府指令包括中巴和九巴在內的香港所有公共運輸企業合組香港自動車運送會社，並安插日本人擔任顧問，而顏成坤則被指派到新公司擔任司理一職。雖然如此，香港的公共交通服務依舊因為戰亂而停滯不前。1943年底，顏成坤索性託病辭任自動車運送會社的職務，並成功與家人避居澳門，直到第二次世界大戰在1945年結束為止。

#### 戰後發展
1945年8月香港重光後，顏成坤重返香港，設法重整中巴業務。戰前原擁有108部巴士的中巴，經點算後一共失去75%的巴士車隊，餘下的巴士大多也因為戰亂而需要維修、甚至報廢。不過，在英國臨時軍政府要求下，中巴旋即於1945年9月起逐漸恢復服務，但早期需要借用貨車權充巴士。同時間，顏成坤著手從英國購入新車，巴士數量到1947年回升至47輛，到1948年的總乘客量也恢復至2,000多萬人次。

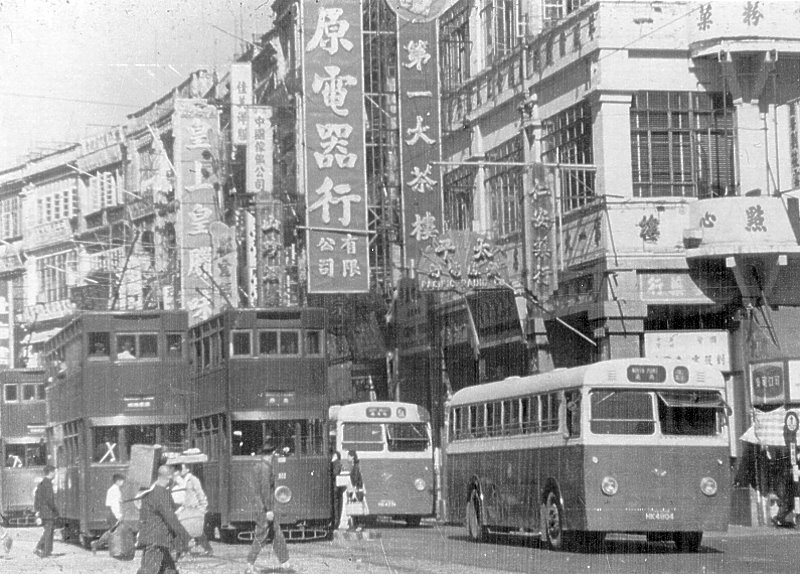
20世紀五十年代的德輔道中，可見中巴的單層巴士在路面行走

隨著香港人口急增，中巴戰後在顏成坤主持下積極擴充業務，並在港府提供核准回報率的有利條件下帶來可觀收益。中巴每年純利由1949至1950年度的110萬港元，增至1956至1957年度的248萬元、1964至1965年度的360萬元、以及1974至1975年度的730萬。此後中巴每年純利連年維持在千萬港元以上，1980至1981年度和1989至1990年度更分別錄得超過3,300萬元和超過7,000萬元的純利。在載客人次方面，中巴在1956至1957年度的總乘客量達6,700萬人次，踏入六十年代每年乘客量平均維持在1億人次以上，到1984至1985年度錄得3億6,400萬人次的高峰。1962年1月，中巴更首次公開配售股份，正式成為上市公司。
同時間，中巴在顏成坤帶領下也作出不少革新，當中包括在1962年為香港島引入首輛雙層巴士、1972年開始引入載客量特大的「珍寶巴士」、1976年全面推行「一人控制巴士」模式以淘汰巴士售票員、1981年引入載客量更大的三軸雙層巴士、以及在1990年引入配備空調的雙層巴士等。此外，貫通香港島和九龍半島的海底隧道在1972年通車後，中巴與昔日在九龍的競爭對手九巴分別開辦過海隧道巴士，中巴的路線網絡也再一次覆蓋九龍地區。在全盛時期，中巴擁有過百條巴士路線，旗下車隊更擁有超過1,000輛巴士，車廠遍及北角、柴灣和黃竹坑等地，堪稱為「中巴王國」。

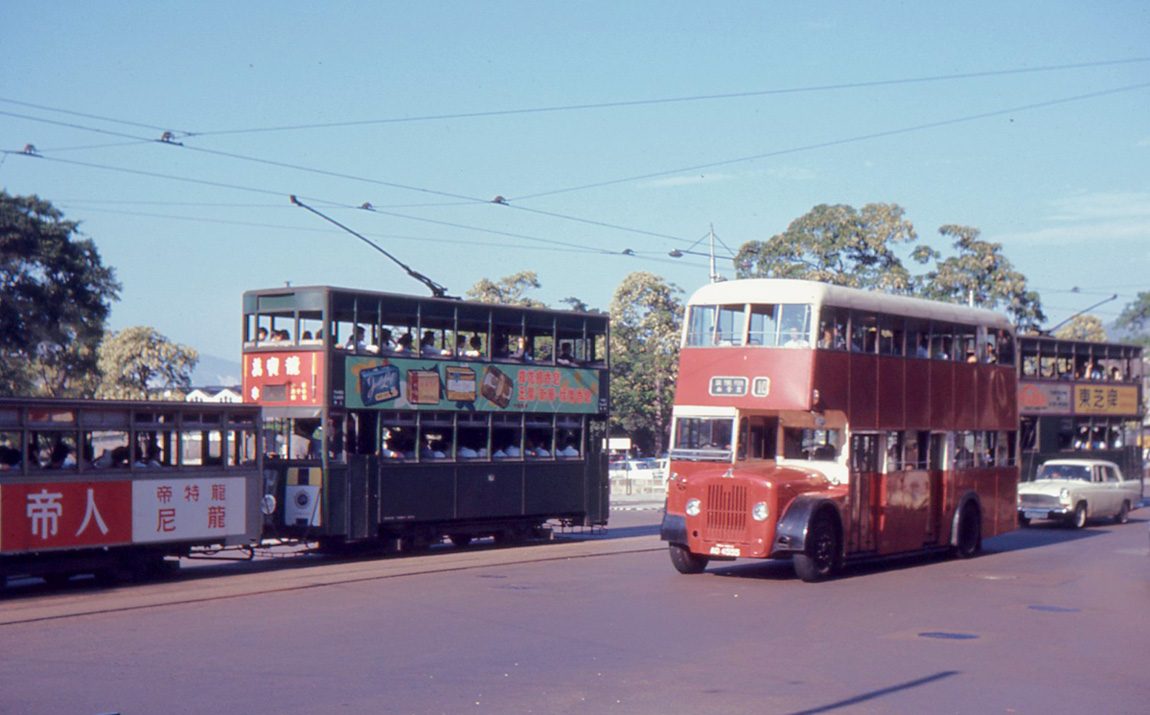
中巴自1962年起引入雙層巴士，圖為其中一款佳牌阿拉伯五型巴士

除了中巴的業務，顏成坤早於戰前已開始涉足其他商業範疇，職務包括《大光報》和嘉華人壽保險公司董事長，以及新亞酒店董事。戰後，他於1955年參與由殷商周錫年（後為爵士）牽頭創立的香港華人銀行，除了成為創行永遠董事外，又獲選為副董事長，直到華人銀行在1980年被香港和東南亞合資財團收購為止。作為香港的潮州僑領，顏成坤還於1962年獲同屬潮商的廖寶珊家族邀請，加入曾經於前一年發生擠提事件的廖創興銀行出任董事長，其後進一步於1972年獲邀到新成立的廖創興企業有限公司兼任副董事長。他在廖創興銀行和廖創興企業兩個董事局任職多年，直到1984年才宣告退任。此外，顏成坤是香港中華總商會會董和顧問、中華廠商會名譽會長、淺水灣興業有限公司董事，並於1962年獲邀出任馬來亞銀行香港區董事；他也曾於多家家族公司擔任要職，當中包括港島運通企業有限公司董事長、坤梅有限公司董事長和永興隆總經理等。
然而，中巴歷年來的發展也不是一帆風順，例如早於1950年就曾經發生因為解僱14名學徒而引發司機怠工的事件；而員工退休金和薪酬問題更是一直纏繞中巴。1967年六七暴動期間，顏成坤除了要應對勞方就工時過長和薪金過低等指控展開斡旋，還要處理暴動對巴士服務帶來的影響。其中，在左派陣營策劃下，港九巴士司機於1967年6月發動大罷工，期間中巴只能維持有限度服務。有見及此，顏成坤著手在短時間內招聘大批新入職司機填補空缺，並向沒有參與罷工的員工發放特別津貼，以及一度增聘護衛員駐守巴士，使得巴士載客量到同年12月得以回升至暴動前的92%。
1981年，顏成坤對中巴的控制權更加是首度受到嚴峻挑戰，當時由羅旭瑞擁有的百利保集團認為中巴旗下的多幅廠房和宿舍土地擁有相當龐大的發展和升值潛力，於是對中巴展開狙擊。原本已擁有中巴11.1%股權的百利保，在當年成功購入中巴另一創辦人黃耀南以及另一董事黃仁手上合共8.1%股權，換來兩人退出中巴董事局，並使股權增至20.4%，成為擁有最多股權的獨立股東。隨後，百利保宣佈作價每股35港元收購中巴股份，迫使顏成坤尋求另一潮商葉謀遵的新昌地產出手協助，合組新公司以每股38.5元提出局部反收購中巴7%股權，並且承諾日後向股東派發高息，最終才能成功擊退百利保的敵意收購。
經過百利保收購一役後，顏成坤雖然保住中巴控制權，但卻因此耗費大筆金錢，相反百利保卻因為中巴的反收購行動而乘機售出股權，獲利3,000萬港元。自從黃耀南退出中巴董事局後，顏成坤成為唯一一位仍然在任的永遠董事，中巴大局由顏成坤及其子女掌控下，作風更是變得日益保守。為了控制成本，中巴在1984年至1988年間從未為車隊添置新車，使到服務水平每下愈況，再加上地下鐵路港島線於1985年通車後對中巴構成直接競爭，導致中巴客源顯著下降；到1987年，中巴約100條巴士路線當中，更有53條錄得虧蝕，對中巴的專利巴士業務前景蒙上陰影。

#### 喪失專利
香港政府於1933年向中巴發出港島區公共巴士專營權的時候，原規定有效期為15年。戰後，港府於1947年重新向中巴批出10年專營權，其後延長三年。1960年，港府向中巴批出15年專營權，到1975年再發出10年專營權，並於1978年提早批准把專營權延長至1987年。不過，踏入20世紀八十年代，中巴被指服務水平倒退，經常被市民批評巴士誤點和脫班、車隊老化殘舊和巴士車廂衛生惡劣，促使港府開始檢討中巴的服務和管治問題，而且把中巴的專營權縮短為每兩年延續一次。不少輿論把中巴的管治問題歸咎於顏成坤及其子女對中巴的家族式管治，認為他們作風保守、抗拒變革，未能追上時代的步伐。有運輸署官員曾經私下批評，中巴管治猶如一盤古老的家族生意，看不見將來；而立法局民選議員劉千石更曾批評中巴位於北角的總部日久失修，內部仿佛時光倒流返回五十年代，質疑顏成坤及中巴管理層缺乏現代巴士營運的概念。

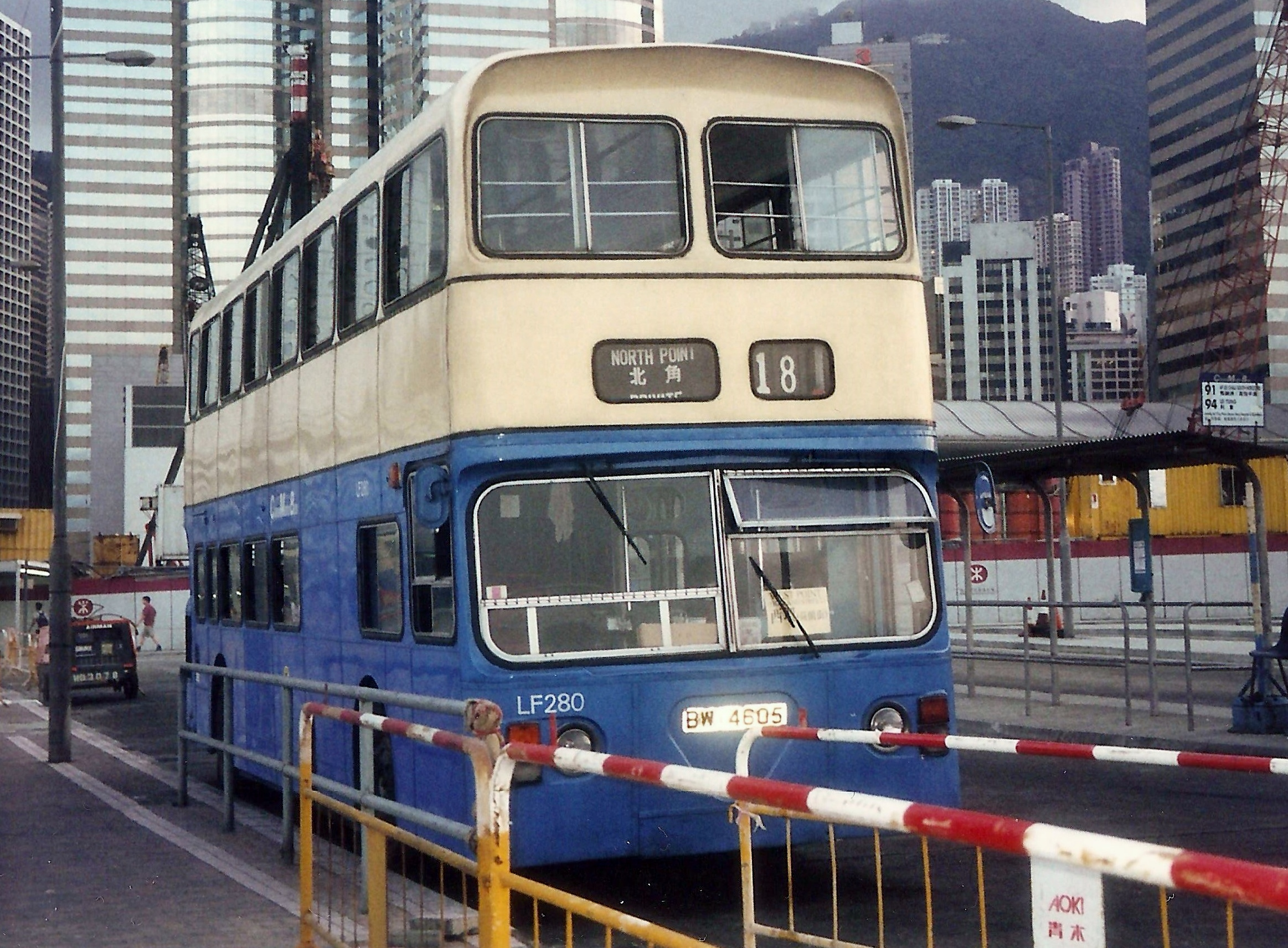
中巴車身顏色在七十年代後期由原本以紅色為主，改為以藍色為主，圖為一輛停泊於中環碼頭的丹拿珍寶巴士，攝於1998年中巴喪失專營權前夕

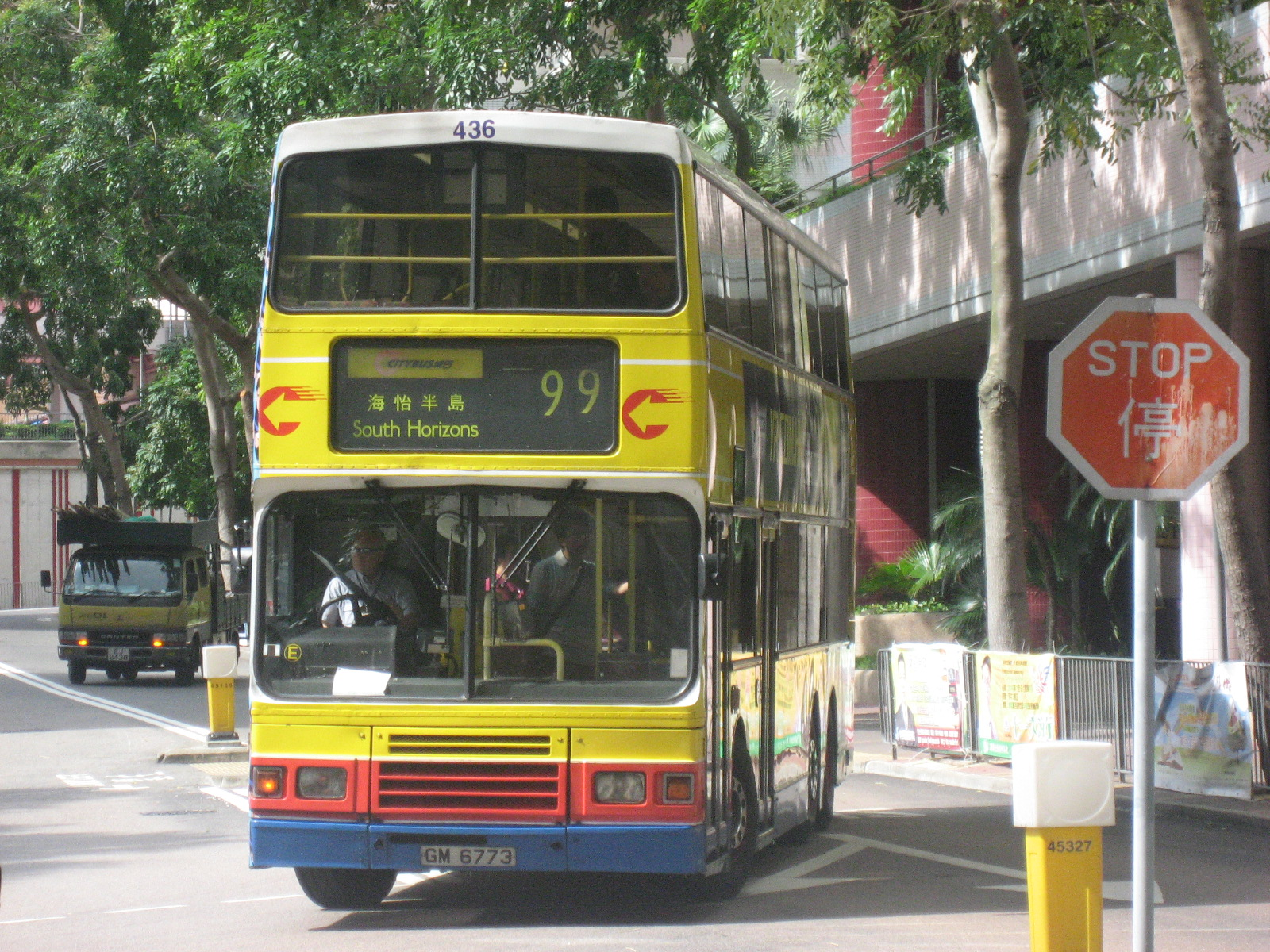
城巴於1993年接辦中巴26條巴士路線，兩年後再接辦多14條巴士路線

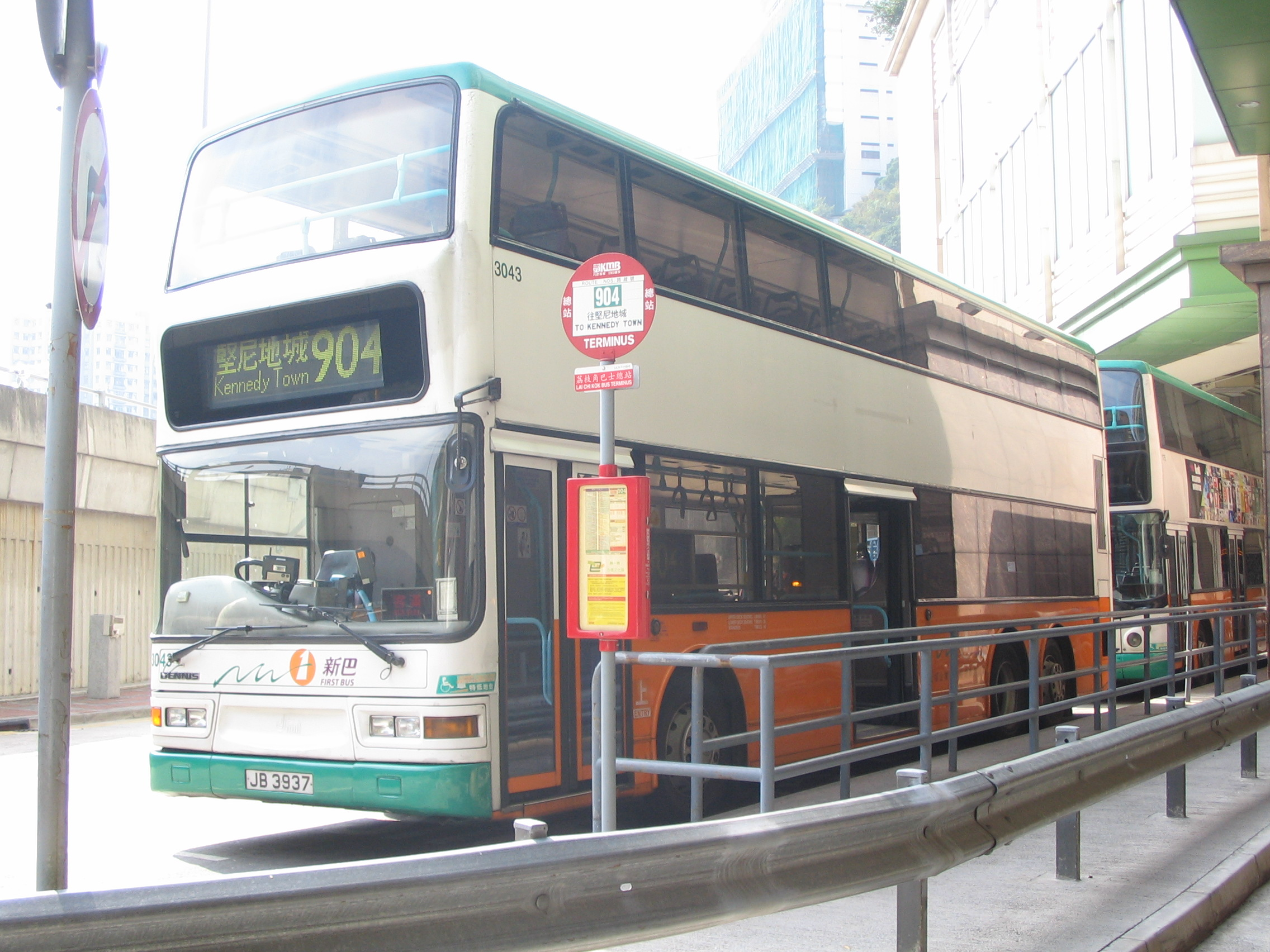
新巴於1998年取得專營權，標誌著中巴的專利巴士服務告終

事實上，顏成坤踏入20世紀九十年代雖然已屆90歲高齡，但思路清晰的他仍然對中巴大權在握，每天親自返回總部打理業務，有時還會工作11小時。不過，隨著中巴管治問題日益惡化，輿論批評他的為人變得低調、固執和斤斤計較；在五、六十年代受到港府重用的他，在這個時候已經卸下大部份公職一段時間，與港府的關係不如昔日般密切，傳聞曾經拒見運輸署官員的他甚至被形容猶如「活在自己的幻想」。此外，顏成坤委任女兒顏潔齡擔任中巴執行董事，但顏潔齡卻被認為與勞方和政府關係欠佳。有傳言曾指顏潔齡喜愛在深夜時份約見運輸署官員，而且以隔夜西餅款待他們；又曾經在工潮談判中以鐵尺敲打水杯的方式嚇退勞方代表。也有傳言指出，港府曾經私下點名要求顏潔齡辭任中巴執行董事，但被拒絕。外界對中巴管理層的不利傳言，可見中巴的種種管治問題已經為港府終止中巴的專營權埋下伏線。
中巴被港府撤銷專營權，某程度上也跟中巴內部的勞資糾紛有關。長久以來，中巴勞方一直批評薪酬福利待遇欠佳，員工每年只獲發相等於半個月薪酬的年終獎金；服務滿20年的巴士司機，月薪比新入職司機僅僅多出1,000元；服務滿30年退休的員工，更只可領取20,000元的退休金；中巴為員工設立的休息站，甚至沒有水電供應。顏成坤十分緊張中巴的薪酬福利開支，每年定必親自主持與勞方就薪酬調整而召開的閉門會議，有時更為少至兩毫的調整爭論一番。員工長期的不滿，最終觸發中巴司機在1989年11月一連兩日以集體放取「補假」的形式發起罷工，抗議中巴的退休金福利政策，結果造成港島交通癱瘓。雖然顏成坤事後於同年12月與勞方達成新的退休金協議，讓員工所得退休金比以往多出數倍，但事件充分曝露出中巴長久以來的管治問題，促使港府責成中巴就內部管治展開檢討。
1990年，由顏成坤委託的畢馬威會計師事務所完成對中巴管治的內部檢討，但畢馬威的報告書只建議增聘部份職級人手和適當調升內部工作人員的職級。儘管如此，立法局交通事務小組卻認為中巴應該推動進一步改革，建議中巴增設總經理和其他中層管理人員職位，長遠把董事局和管理層分離，以淡化家族管治色彩。可是，顏成坤辯稱畢馬威的報告書沒有作出有關建議，又認為中巴現有的管理層已具足夠經驗應付中巴的日常營運，對立法局的建議一一予以反對。當時社會上已開始有聲音建議港府可考慮向主力經營非專利居民巴士服務的城巴有限公司（簡稱城巴）發出專營權，經營港島區的部份巴士路線，從而引入良性競爭，但顏成坤卻表示當初於1933年奪得專營權的時候，並不知到會有新競爭者加入，認為建議侵犯中巴權益，予以堅決反對。然而，港府考慮到中巴態度不合作，加上服務水平持續沒有明顯改善，於是在1992年首次透過展開公眾諮詢的方式，以決定中巴專營權於1993年8月屆滿後是否獲得延續。事後，港府雖然同意延長中巴專營權兩年，但首度把中巴其中26條巴士路線交由城巴接辦。26條路線當中，還包括16條最賺錢的南區路線，這個新安排直接導致中巴總乘客量由1992至1993年度大約2億5,000萬人次，急降5,000萬到1993至1994年度大約只有2億人次。
這時候，身體健康倒退的顏成坤已逐漸淡出，只餘下顏潔齡、擔任中巴副監理的顏傑強和擔任中巴董事的顏亨利三姊弟負責主理中巴的日常運作。然而，顏家三姊弟被指無心經營父親的專利巴士業務，中巴的服務水平也未見起色，結果港府於1995年9月延續中巴專營權三年的同時，再把中巴14條路線交由城巴接辦，使中巴總乘客量再減5%，到1996至1997年度的總乘客量進一步降至大約1億7,750萬人次。另一方面，中巴的勞資關係未有因為落實畢馬威報告書的建議而得到改善，勞資糾紛在顏成坤淡出後更加是此起彼落，例如中巴在1993年8月被削減26條巴士路線後即時宣佈裁減170人，員工因為不滿補償安排一度醞釀罷工，後經勞工處介入調停才告平息。1996年10月，中巴勞方不滿加薪幅度太少，醞釀罷工兩天，最終迫使資方和解。1997年11月，中巴又突然解僱45名員工，勞方一度警告發起大罷工，其後要由港府斡旋下召開勞資談判，才得以化解危機。
踏入九十年代中期，中巴的服務持續未見改善，再加上勞資關係欠佳，終於為其專營權響起警號。1997年4月，中巴未有按法例規定在限期屆滿前提交專營權的續期申請，港府首度聲言考慮終止中巴專營權和把中巴所有路線作公開招標。儘管中巴後來補交續期申請，但當時臨近香港主權移交，傳媒謠傳顏家已無心經營中巴車隊，甚至計劃在1997年6月30日隨英國管治結束後提早停止營運。香港特別行政區成立後，中巴未有如外界謠傳般停止營運，但特區政府卻遲遲未有公佈是否延續中巴專營權。1998年1月6日，運輸署透露原則上同意延續中巴專營權，也不會把旗下巴士路線作公開競投；但到1月19日，運輸局改稱已向行政會議建議有條件延續中巴專營權，並可能削減多23條巴士路線。然而，運輸局於同年2月17日突然宣佈，行政會議已決定不再延續中巴專營權，並即時將中巴其中88條路線作公開招標，另外13條路線交由九巴和城巴接辦，而餘下11條客量太低的路線則會隨專營權屆滿而停辦。
在隨後的公開招標，中巴雖然與英國捷達集團合作入標，試圖重奪專營權；但專營權最終由新世界發展有限公司與英國第一集團共同奪得，這兩家公司合資成立的新世界第一巴士服務有限公司（簡稱新巴），於1998年9月1日凌晨隨著中巴專營權屆滿而正式接手中巴的專利巴士業務，中巴前後65年的專利巴士服務自此成為歷史。其實，顏家早在喪失專營權以前，已經把注意力集中於香港和英國的地產發展業務，不少中巴原先擁有的車廠和員工宿舍土地，都被重建為住宅屋苑或商業樓宇出售；在1997年度，中巴純利高達8億3,300萬港元、市值高達31億，但收益其實大部份都是來自地產發展項目，而專利巴士業務淨資產只佔7.4%，帶來的盈利也只佔總收益的25.8%，可見專利巴士業務已不為顏家所重視。

### 公職生涯

#### 戰前工作

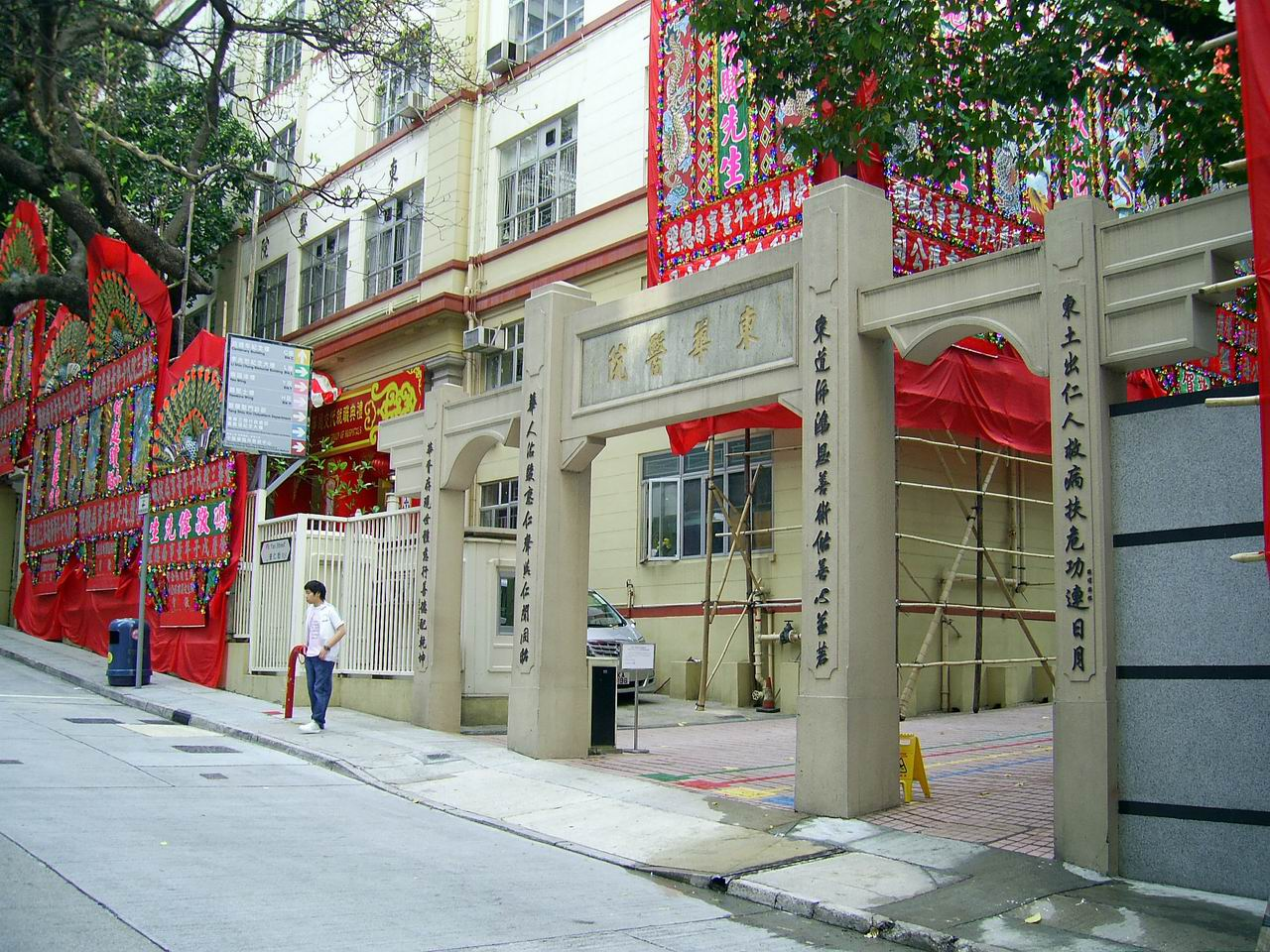
顏成坤在1931年當選為東華三院首任主席

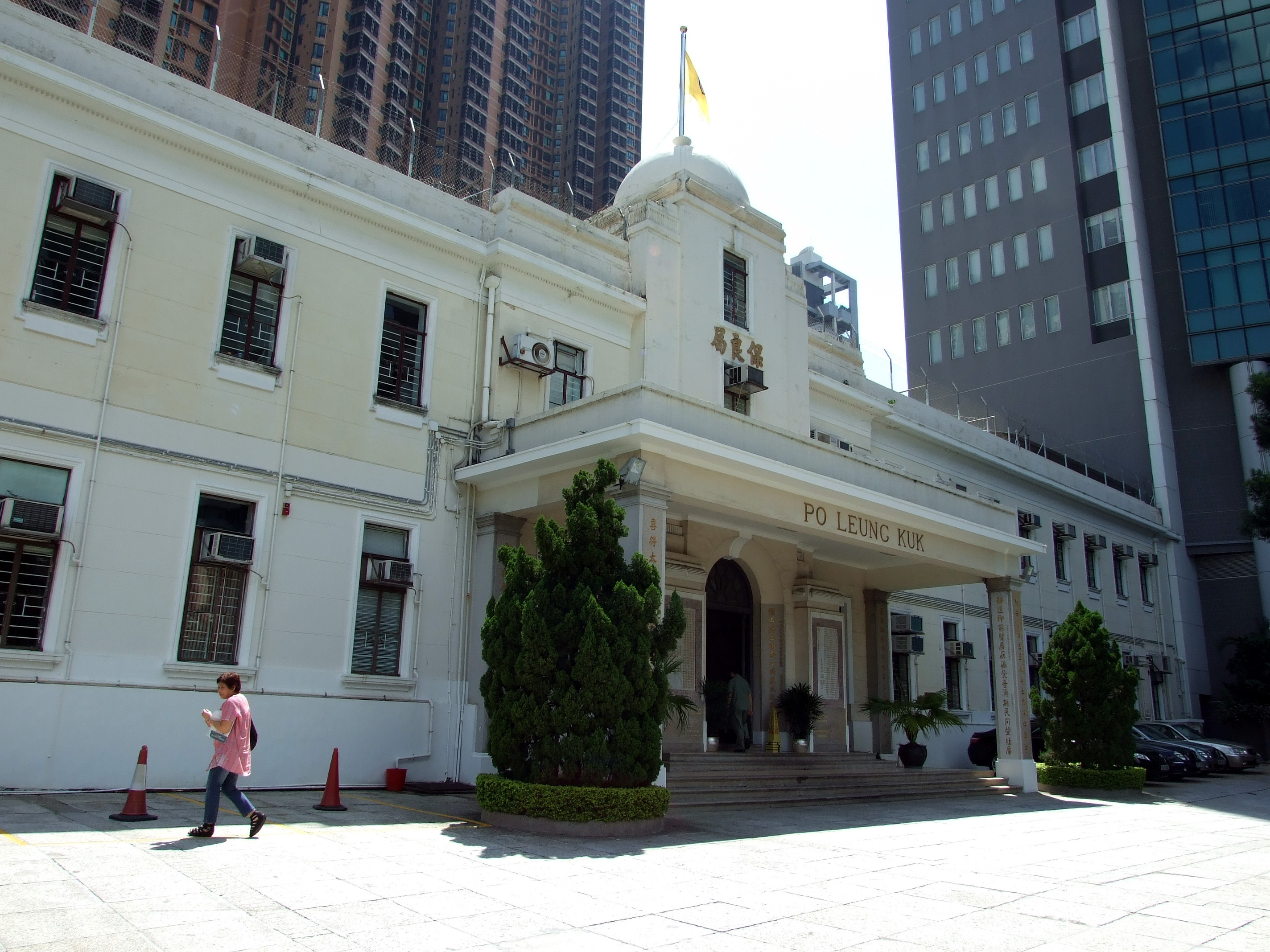
顏成坤曾於1939年至1940年出任保良局主席

顏成坤自創立中巴以後，已開始活躍於社會公益事務。原居於九龍的他早於1926年至1927年獲街坊推選為廣華醫院丙寅年總理，1927年至1928年復當選該院丁卯年主席，任內推動為廣華醫院增設產房。1927年至1928年，他出任東華東院籌建委員會委員，促成東華東院於1929年落成啟用。1931年，東華醫院、廣華醫院和東華東院合併為東華三院，結果顏成坤以13票對12票壓倒對手陳廉伯，獲推選為東華三院辛未年主席，是為三院首任主席。任內，他除了興辦女子義學，又為廣華醫院增設肺癆療養病房和手術室，並主持遣送失業華僑等工作；三院提供的社會服務更錄得盈餘17,000多港元。此外，當時中國大陸的華北和粵北地區先後水災為患，於是在顏成坤主導下，三院一共籌得善款44萬港元作賑災用途。1932年卸任東華三院主席後，他連同羅文錦（後為爵士）和陳廉伯一同於1933年獲香港政府委任為三院特別總理，負責檢視和整頓三院院務。顏成坤與三院深具淵源，促使他多年後於1950年獲委任為東華三院永遠顧問。
除了東華三院以外，顏成坤也熱心於保良局的工作，並於1939年至1940年出任保良局己卯年主席。任內正值第二次世界大戰，大陸不少難民為逃避戰亂南逃，抵港難民驟增，再加上港府修訂法例對妹仔和婢女展開登記工作，導致保良局收容婦孺人數創下新高。當時該局平均每月的入局人數多達250人，最高月份更錄得270人。同時間，由於二戰爆發造成物價飛漲，顏成坤需要依賴政府增加特別撥款，以及向各界發起募捐，才得以維持該局的服務。為肯定顏成坤在任保良局主席期間的工作，他在戰後於1951年獲聘任為保良局永遠總理，1975年獲進一步委任為保良局顧問局顧問。
顏成坤在戰前擔任的其他公職還包括於1932年至1933年奉委團防局紳、1932年至1941年擔任四環更練委員會委員、以及於1937年至1941年出任港府牌照局委員；另外又獲國民政府邀請於1937年出任救國公債香港分會常務委員。此外，信奉基督教的顏成坤早於1932年參與創立香港中華基督教青年會，除了出任創會會董，也在戰前擔任副主席一職；他也曾任中華基督教會全國總會廣東協會第六區會主席、香港聖約翰救傷會副贊助人、華人後備警隊財政委員、基督徒報紙《大光報》董事（自殷商王國璇1974年逝世後，成為最後一位在世的前任董事）、及於1940年至1941年出任中華基督教會合一堂主席。1932年4月27日，顏成坤更獲港府奉委非官守太平紳士，以肯定他在參與社會公職方面的表現。

#### 戰後公職
二戰結束後，顏成坤曾經在20世紀四十至六十年代獲得港府重用，他於1946年5月奉委為市政局戰後首批非官守議員之一，任內於1951年2月接替辭職的羅文惠成為市政局首席非官守議員。在市政局內，他特別關注小販和街市管理，以至是夜香收集等市政民生議題，並提出增建公共浴室和改善公廁等利民建議。他在市政局任職前後七年，到1953年4月才以公務繁重為理由提出請辭。除了市政局，顏成坤於1951年7月獲時任香港總督葛量洪爵士委任為立法局非官守議員，時有「華人代表」之稱；任內他比較關注社會民生，並多番主張港府增建廉價屋宇和擴充中小學學額。事實上，對教育事務擁有特別興趣的顏成坤曾認為「投資教育可獲最豐厚的回報」，因此他早於戰前已擔任英華書院、英華女學校、民生書院和汕頭港商義學校董，以及廣州濟時中學名譽校董。戰後，他於1951年至1953年出任香港仔工業學校校董、也歷任香港培英中學、香港真光中學、九龍合一堂學校和樹仁書院校董。1951年和1952年，他更分別獲港府奉委香港大學校董和教育委員會委員，其後於1959年獲邀在新成立的青年教師會出任名譽會長。香港中文大學於1963年創校後，他也歷任該校聯合書院和崇基學院校董。
除了房屋和教育等民生議題，顏成坤在立法局內對經濟議題也尤其感到興趣，且曾多番以香港代表身份出席聯合國亞洲及遠東經濟委員會的地區經濟會議，其中包括在1952年與另一立法局非官守議員羅文惠一同前赴緬甸仰光出席該會第八屆會議、1955年前赴日本東京出席該會第七屆工商委員會會議、1956年以香港首席代表身份聯同另一立法局非官守議員C·E·M·泰利（C. E. M. Terry）等人前赴印度班加羅爾出席第八屆工商委員會會議、以及在1959年與擔任秘書的副財政司郭伯偉（後為爵士）前往泰國曼谷參與第二屆貿易委員會會議。1959年7月，顏成坤接替卸任的周錫年成為立法局首席非官守議員，身為「潮州幫」之首的他更是與局內其他華人議員分庭抗禮。1959年5月，顏成坤進一步獲港督柏立基爵士委任為行政局非官守議員，一時身兼行政立法兩局議員之職，直到1961年5月和6月，他才分別卸下行政局和立法局的職務。

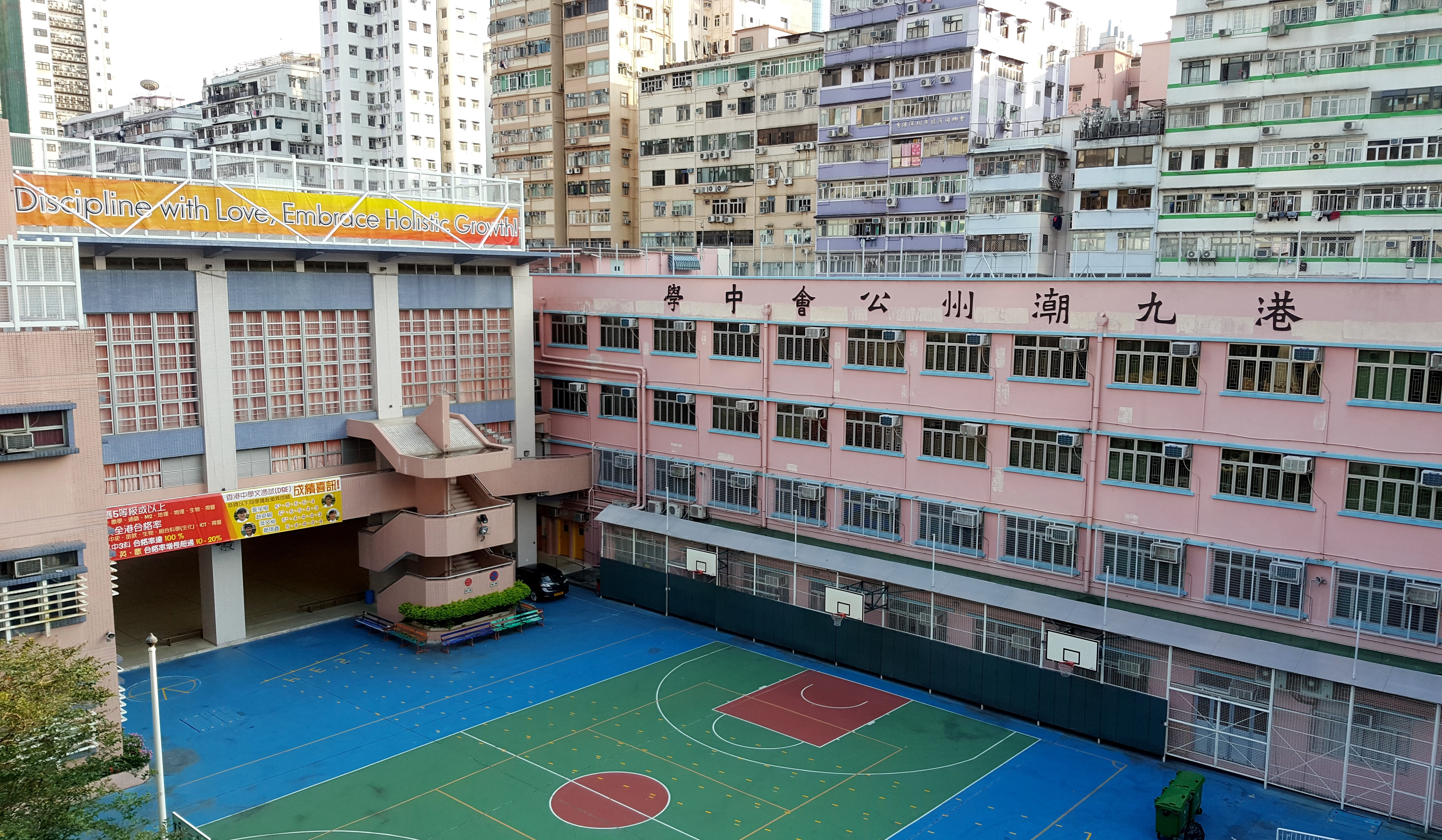
由顏成坤主持籌建的港九潮州公會中學，位於九龍旺角洗衣街

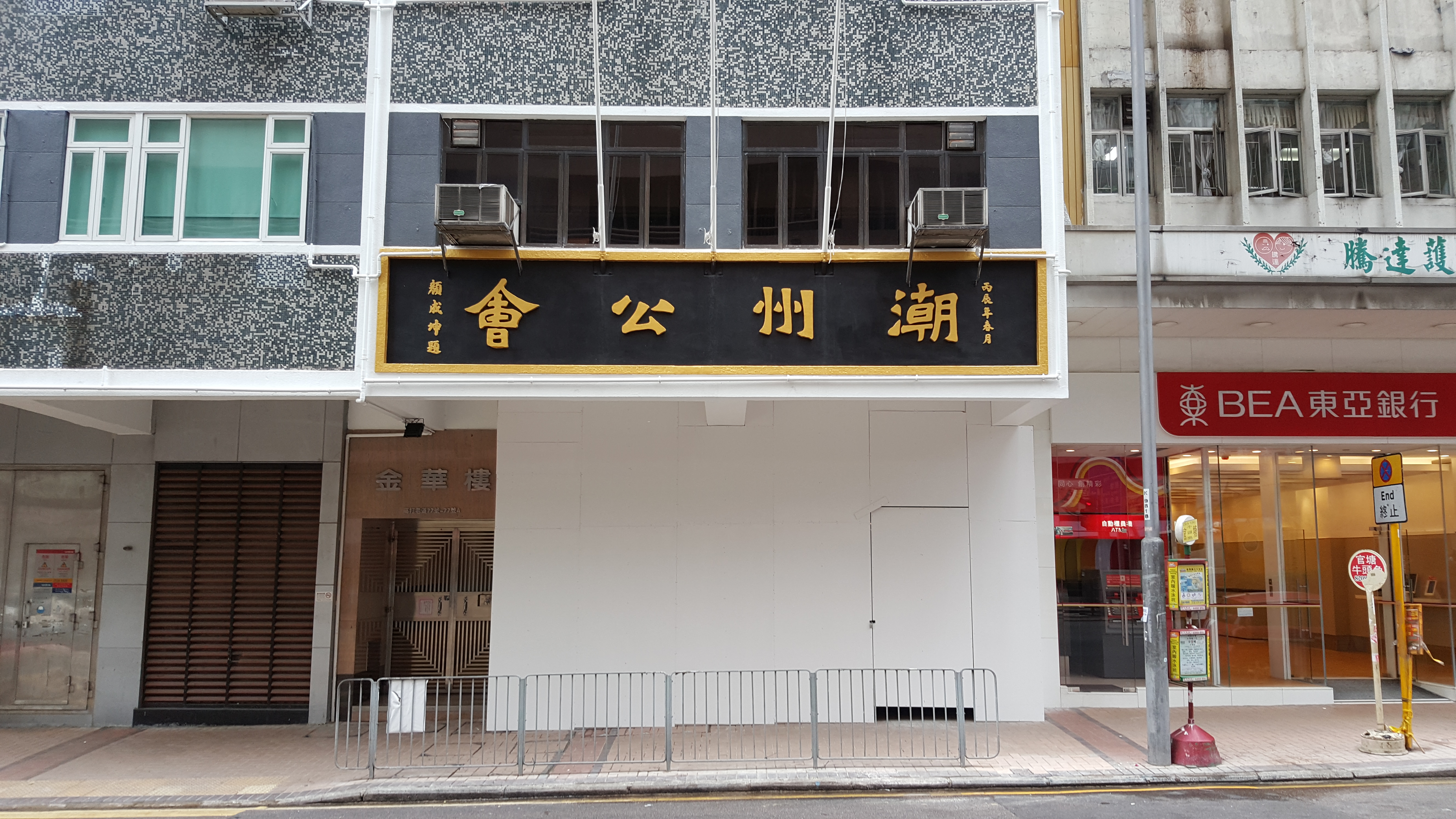
香港九龍潮州公會位於九龍何文田窩打老道，該會牌匾由顏成坤於1976年題字

在市政局和行政立法兩局任職期間，顏成坤積極推動香港的慈善公益事務，他於1948年參與創立香港防癆會，並任該會董事；1951年參與成立國際痳瘋救濟會香港分會，歷任委員和總幹事等職；1956年至1958年擔任雅麗氏何妙齡那打素醫院主席；以及在1956年至1959年出任英國紅十字會香港分會會長，其後曾任該會顧問委員會委員，多年後更於1990年至1997年獲委任為該會副贊助人。顏成坤在五、六十年代還歷任香港保護兒童會副會長（戰前已任執行委員會委員）、香港遊樂場協會副會長、灣仔街坊福利會理監事及副理事長和北角街坊福利會名譽會長等。他也曾參與香港東區扶輪社，並於1947年出任副社長一職；雖然他於1953年因公務繁重退出，但於1955年獲東區扶輪社邀請成為名譽社員。身為中華基督教會合一堂的教友，顏成坤多年來更是對該會事工予以積極支持，1957年創立的九龍合一堂和學校、以及1984年創立的北角合一堂，都是由他主持下籌建而成的。
顏成坤在兩局以外也獲港府委以多項公職，當中計有在1946年至1953年再度擔任牌照局委員、1947年任港府公務員薪俸調查委員會委員、1951年至1958年任交通諮詢委員會委員、1953年任英女皇伊利沙伯二世加冕總務委員會委員、1951年至1961年擔任華人遊樂場委員會委員（其後改任名譽會長）、1952年至1964年任華人永遠墳場管理委員會委員、以及由1959年至1961年任英聯邦國會協會香港分會副主席等。其他由港府委任的公職還包括自1946年起擔任華人廟宇委員會委員及旗下華人慈善基金委員會委員、1947年起擔任香港國殤紀念基金委員會委員、1955年起擔任蒲魯賢信託基金委員會委員，並歷任華人諮議局委員、租務法庭委員和禁毒諮詢委員會委員等。
作為香港的潮州僑領，顏成坤早於1933年已加入香港潮州商會，歷任會董和名譽顧問等職，1962年起出任該會永遠名譽會長。他也曾任香港九龍潮州公會名譽顧問，1960年當選永遠名譽會長，該會由他主持下於1955年在旺角洗衣街籌建港九潮州公學。1957年創校後，顏成坤獲公推擔任校董會主席，1960年又榮任永遠校董會主席。1961年，他進一步推動為該校增設中學部，除了親任籌款委員會主席，又率先捐出十餘萬港元，使中學部得以在同年成立，是為港九潮州公會中學。除了上述機構，顏成坤還擔任過不少其他與潮州社團相關的職務，當中包括在1959年獲新成立的潮僑食品業商會邀請出任永遠會名譽顧問，以及歷任香港零售米商聯合總會永遠名譽會長、香港潮陽同鄉會顧問及永遠名譽會長和潮州八邑商會會董等。
為肯定顏成坤歷年來在推動社會公益慈善和擔任公職等多方面的表現，顏成坤曾經多番獲得英廷授勳，他除了在1955年和1961年分別榮獲OBE勳銜和CBE勳銜，也先後於1953年和1977年獲授英女皇伊利沙伯二世加冕獎章和英女皇伊利沙伯二世銀禧獎章。不過，自從顏成坤在1961年退出行政立法兩局後轉趨低調，他擔任的公職數目逐漸減少，也不再跟過往一樣活躍於公開場合，與昔日的作風有明顯分別。

### 體育事工
顏成坤自少熱愛足球，當琳瑯幻境社和孔聖會兩支足球隊在1916年重新復合為南華游樂會（簡稱南華會，1920年改稱南華體育會）後，尚在求學階段的他即加入成為當時南華甲組B隊隊員，自言在球場上「怪腳頻揮」，達一年之久。後來，顏成坤因為升學和工作等原因退出，但他對足球仍然充滿興趣，因此當他在1923年創辦中華巴士後，早於1926年已成立由中巴員工組成的中巴足球隊，該球隊後來更曾於1959年至1960年參與本地甲組足球聯賽。另一方面，隨著顏成坤的巴士業務自二十年代中期初具規模，他也開始活躍於體育事工，而且在1926年至1927年和1934年至1935年先後出任南華體育會副主席和副會長，戰前又歷任香港中華體育協進會（簡稱香港體協）主席和學界運動聯合會會長等職，負責推動本地的體育事業。
1935年，顏成坤首次當選南華會主席，任內他以香港體協會長名義，出任1935年中華民國第六屆全國運動會（簡稱全運會）香港區代表總領隊，同時兼任該屆全運會大會顧問一職。該屆全運會於上海舉行，最終港隊獲得總錦標第三名，而香港足球代表隊由同樣南華出身的「球王」李惠堂擔任隊長，更在全運會足球賽事中奪冠，凱旋歸來。
港隊在全運會的突出表現，促使國民政府在1936年初派遣時任中國國民黨中央政治委員會外交委員會主任王正廷博士來港會見顏成坤，商談組織中華民國國家足球隊，前赴德國柏林參加將於同年舉行的第11屆奧林匹克運動會。在這個背景下，顏成坤和李惠堂隨後分別獲委任為中國隊教練和隊長，而經理一職則由另一南華會成員黃家駿出任，這次也是中國隊歷來首次參與的奧運足球比賽。可是，鑑於經費所限，中國隊需要提前兩個月出發，期間先後到訪南洋六個國家比賽籌款，結果在27場賽事中，中國隊取得24勝3和的成績。同年8月，中國隊在柏林奧運初賽中迎戰勁敵英國隊，最後中國隊僅以零比二落敗，儘管無緣晉級，但仍獲輿論形容為「雖敗猶榮」。

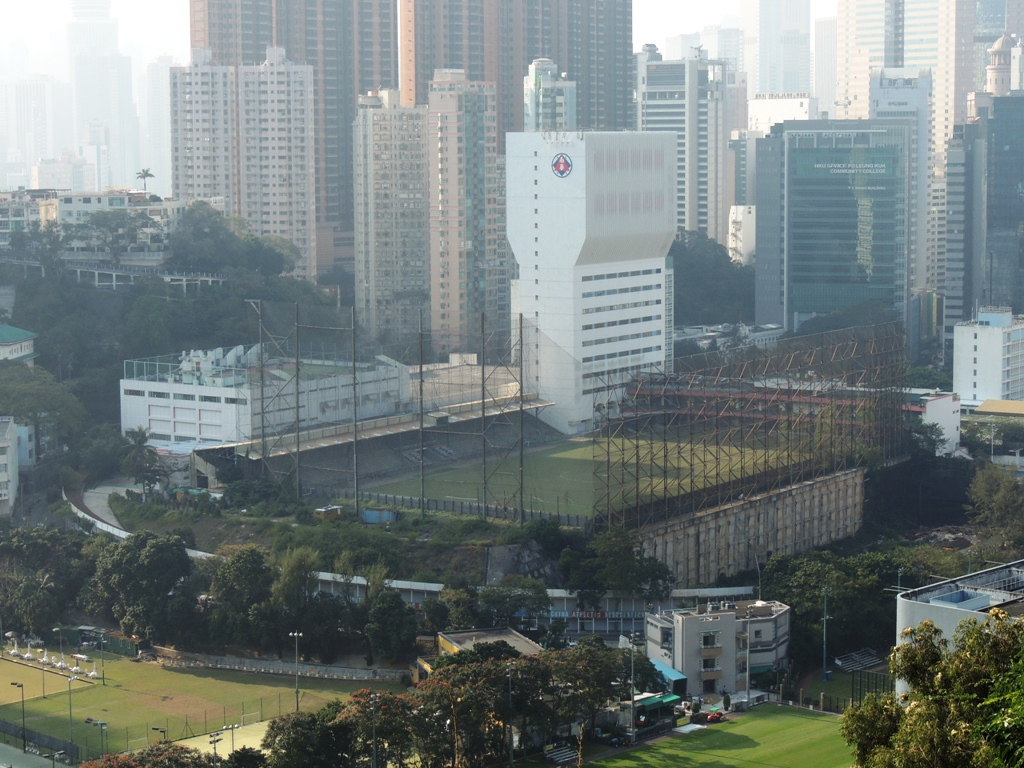
顏成坤在二戰前後曾連任南華體育會主席和會長，合共八屆

在籌備中華民國國家足球隊參加柏林奧運的過程中，其實也曾經發生一場政治風波。1936年4月，主要來自香港和廣東的中國隊隊員獲安排乘搭日本郵輪「龍田丸」前赴上海集訓和作賽，但由於當時日本正積極侵略中國，所以消息被傳媒加以報導後，一時引起輿論反彈，參與統籌和決策的顏成坤更被指要就事件負責。事後，中國隊放棄乘搭「龍田丸」，大部份成員改乘德國郵輪「波茨坦號」，或自行前往上海，事件才告平息。同年7月，南華會周年改選，當時正準備出國會合中國隊的顏成坤雖然當選連任主席，但是旋即因「龍田丸」事件一度決定引咎辭職，以示清白，他其後獲得多番挽留，才打消辭職的念頭。
顏成坤在任南華會主席期間除了參與全運會和奧運會的工作，也十分重視該會會務，因此他得以在1937年改任南華會會長，翌年當選連任，以及於1939年再度當選主席，而且連任一屆，直到1941年12月香港淪陷為止。在南華會主席和會長任內，他於1935年把該會會址正式由華人行遷往加路連山，另外又更集中地發展體育工作，並於1941年為該會增設足球委員會，由他和另外八人擔任委員，負責加強對足球隊的管理。為了改善南華會的財政，顏成坤任內還續辦馬彩，同時採取一系列節流措施，成功使該會的財政狀況轉虧為盈。
香港淪陷期間，南華會的會務被迫中止，一直到1945年8月香港重光後，顏成坤重新於1946年當選為南華會戰後首任會長，並於1947年連任。任內，他著手負責復興會務和收回該會產業和場地，設法減輕該會的損失，使該會業務得以從戰後初年的困境逐步重上軌道。在他的主持下，南華會又著手計劃擴建南華會運動場，有關擴建工程隨後於1953年完成。顏成坤由戰前到戰後連任南華會主席和會長合共八屆，為該會的發展奠下基礎，因此他在1948年正式卸任會長一職後，旋於翌年起獲南華會委任為名譽會長，以答謝他在戰前和戰後初年為該會所作的各種工作。
二戰後，顏成坤逐漸淡出體育事工，但戰後初年仍於1947年3月至12月出任香港體協理事長，以及於1949年至1950年出任五陵會會長。為肯定其對香港足球事業的工作，顏成坤又於1958年與周埈年爵士一同當選中華體育會名譽會長、同年當選香港華人足球員聯誼會名譽會長，以及於1962年當選傑志足球隊顧問。1956年7月，香港足球總會會長郭贊卸任，外界一度盛傳會由顏成坤接任；但在隨後舉行的選舉當中，時任香港賽馬會主席賓臣在郭贊支持下取得27票當選，而顏成坤僅得12票，另一候選人陳樹垣也只得九票。不過，賓臣後來因故於同年8月放棄擔任足總會長一職，結果改由雷瑞德接任。

### 晚年生涯
晚年的顏成坤雖然辭任了幾乎所有公職和商界職務，但唯獨繼續出任中巴董事局主席和監理，也繼續擔任家族旗下其他公司的職務。即使踏入90歲以後，他仍然堅持每天返回中巴總部指揮業務，還親自主持每年一度召開的中巴股東大會。不過，他在1992年主持最後一次股東大會後，就因為視力問題和健康倒退，沒有再公開露面，但初時仍舊每天多次致電公司過問業務。其後，顏成坤因為健康惡化而據聞長期入住養和醫院，雖然他繼續留任中巴主席和監理之職，但實際上已無力再親自打理中巴業務，日常營運都交由他的子女負責；即使中巴後來被港府終止專營權，顏成坤也已經無力作出指示。
由於年事已高，顏成坤住院後期據稱肺功能倒退，後來心臟和腎臟功能也出現倒退情況。2001年4月14日凌晨四時，住院已有三年半的顏成坤終於在養和醫院病逝，終年100歲。顏成坤身後，家人在同年4月27日在香港佑寧堂為他舉行葬禮，出席致悼者包括時任政制事務局局長孫明揚、運輸署署長霍文、香港中華總商會會長陳有慶和殷商李東海等人。遺體隨後移送往香港華人基督教聯會薄扶林道墳場墓園，與亡妻合葬。
顏成坤由1923年創立中巴，到2001年逝世，前後合共78年。他身後，中巴主席和監理一職由原本擔任執行董事的女兒顏潔齡接任，這時候的中巴雖然沒有更改公司名稱，但實際上已經由一家巴士公司變成一家純以地產發展為核心業務的地產公司。2002年，中巴曾經被禹銘投資展開敵意收購，但最終被顏家成功擊退。此外，中巴於1998年失去專營權後把絕大部份巴士售予新巴，但仍保留了數輛單層巴士行走往來北角和旗下物業港運城的一條非專利穿梭巴士路線，這條僅餘的路線在2015年停辦後，才標誌著中巴正式結束所有巴士載客服務。

## 個人生活
顏成坤信奉基督教，1927年6月25日迎娶黃亦梅（Wong Yick-mui, Rose／Mamie，1903年－1989年）為妻。黃亦梅是港紳黃炳純（約1848年－1936年）五女，即中華巴士另一創辦人黃耀南（1894年－2002年）的胞妹。兩人的婚禮在中華基督教會合一堂舉行，同日兩人於堅尼地道64號的大宅舉行酒會，晚上再於南唐酒家設婚宴，不少官紳名流出席，場面盛大。婚後兩人選擇到澳門渡蜜月。
與丈夫不同，黃亦梅信奉羅馬天主教，也是意大利嬰堂（嘉諾撒聖心書院前身）畢業生。活躍於公開場合的她從中巴成立初年開始，已協助丈夫處理社交應酬和文案工作，後來還積極參與社會事務，並歷任香港復康會創會委員、港九潮州公學校董和南華體育會女子部顧問等職。在商業事務上，她也曾任香港商業銀行董事達21年之久。黃亦梅晚年因病淡出公眾場合，1989年7月17日在養和醫院逝世。身後，家人在7月24日於花園道聖若瑟堂為她舉行安息彌撒，扶靈人士包括兩任前布政司姬達爵士和鍾逸傑爵士、前任民政司黎敦義和醫學家何鴻超教授、大律師胡禮（Leslie Wright）、富商李東海、劉世仁和單家傳醫生，遺體隨後移送往香港華人基督教聯會薄扶林道墳場墓園安葬。
顏成坤和黃亦梅生前育有一名女兒和兩名兒子，包括：
- 顏潔齡（1928年－[註 4]）：1950年獲香港大學文學士學位，其後分別在香港和英國的律師事務所擔任實習，並於英國倫敦大學獲得榮譽文學士學位。[185][186]1955年和1956年，她分別於英國和香港獲取執業事務律師資格，是香港首位獲執業事務律師資格的華人女性。[186]顏潔齡自1968年起出任中巴執行董事，1971年獲港府奉委非官守太平紳士，隨後於2001年接替逝世的父親出任中巴主席及監理，至2019年由顏亨利接任主席，但留任監理和執行董事。[187][74][188]2020年，她退任監理和執行董事，正式退出董事局，同時獲邀出任新設的榮譽主席一職。[189]此外，中巴亦不再委任監理一職，改由中巴總會計師阮耀達出任署理行政總裁，直到2022年由前任總會計師翁順來正式接任，兩人都是不是顏成坤家族成員。[189][190]1960年，她於英國倫敦嫁給時任奧地利駐香港商務專員的奧國外交官夏文富（Fritz Helmreich，1930年－2022年[183][191]），其夫由1993年起任中巴非執行董事，直到2022年去世為止。[192][191]喜愛駕駛的顏潔齡曾於1950年參與香港首屆汽車大賽，獲女子組冠軍。[186]
- 顏傑強（1935年5月24日－2020年8月15日[123][193]）：早年於美國南加州大學獲工程學士學位，其後於加州大學洛杉磯分校獲交通管理碩士學位。[123]他自1961年起出任中巴董事，1967年起兼任副監理，直到2020年去世為止。[74][194]1983年，他涉嫌非法收受回佣被廉政公署起訴，最後獲法院裁定罪名不成立。[82]顏傑強原本於1963年與馬來西亞富商顏麗澤拿督的女兒顏質儀訂婚，[195]惟後來婚事告吹後，他於1967年迎娶香港商人蘇裕第女兒蘇雪文為妻。[196]
- 顏亨利（1937年12月20日－[197]），又名顏傑文：[198]1962年獲倫敦大學內外全科醫學士學位，[199]身為執業醫生的他曾任香港大學醫學院放射診斷學系主任和教授，[200]並自1976年起出任中巴董事，及於2019年接替胞姊顏潔齡出任主席。[74][188]他於1969年在英國倫敦娶左雪芬（Josephine A. Baker）為妻，[201]兩人育有一名女兒，名顏淑嫺（1973年－[202]）。[203]顏淑嫺是英國腫瘤科醫生，畢業於倫敦大學以及巴特和倫敦醫學及牙科學校，並自2025年6月起出任中巴董事。[202]她在2000年嫁給印巴裔英國矯形及創傷外科醫生普拉莫德·阿贊（Pramod Achan）。[204]兩人是大學同學，並育有兩子。[204][205]

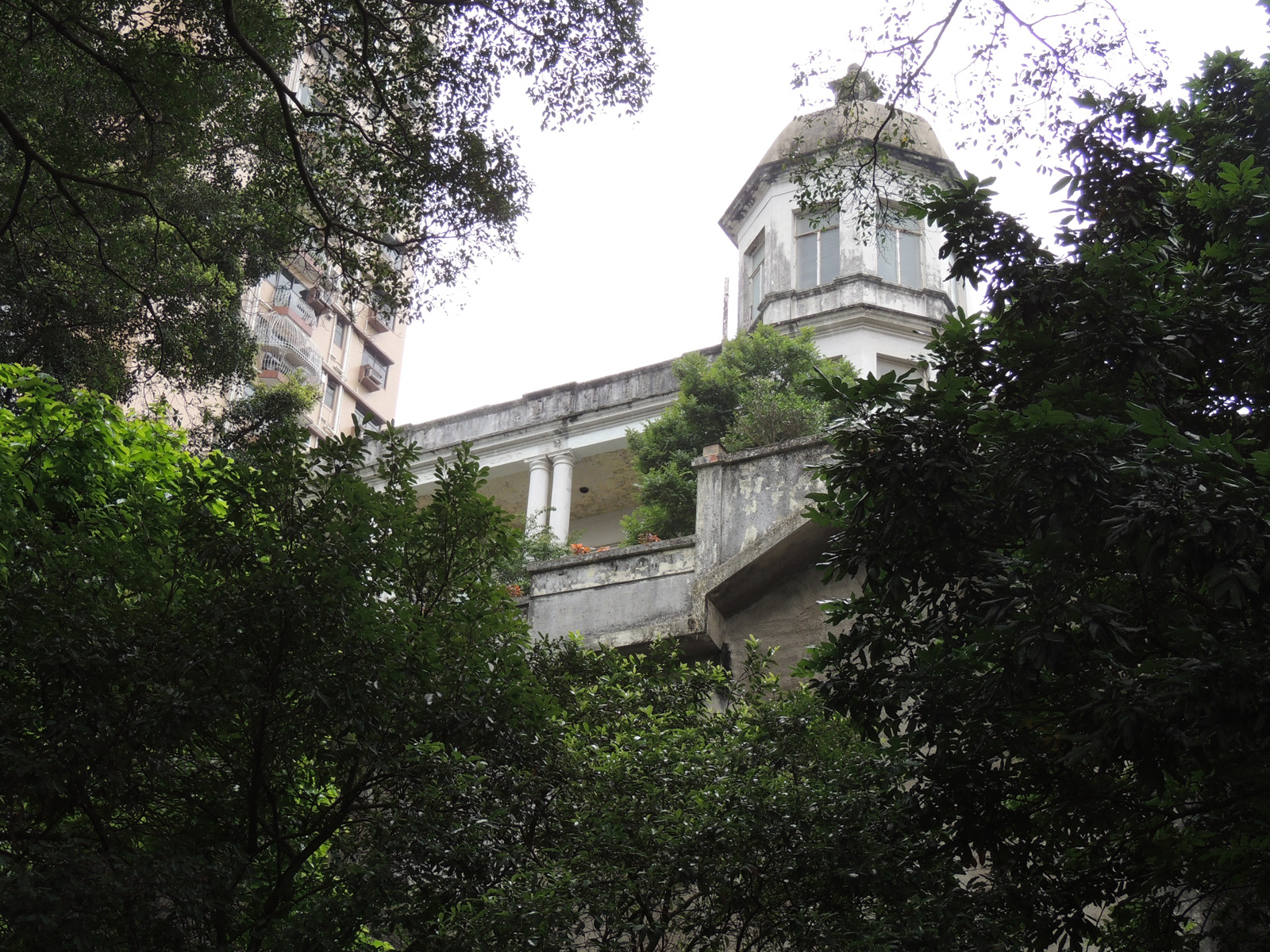
堅尼地道64號的顏成坤大宅

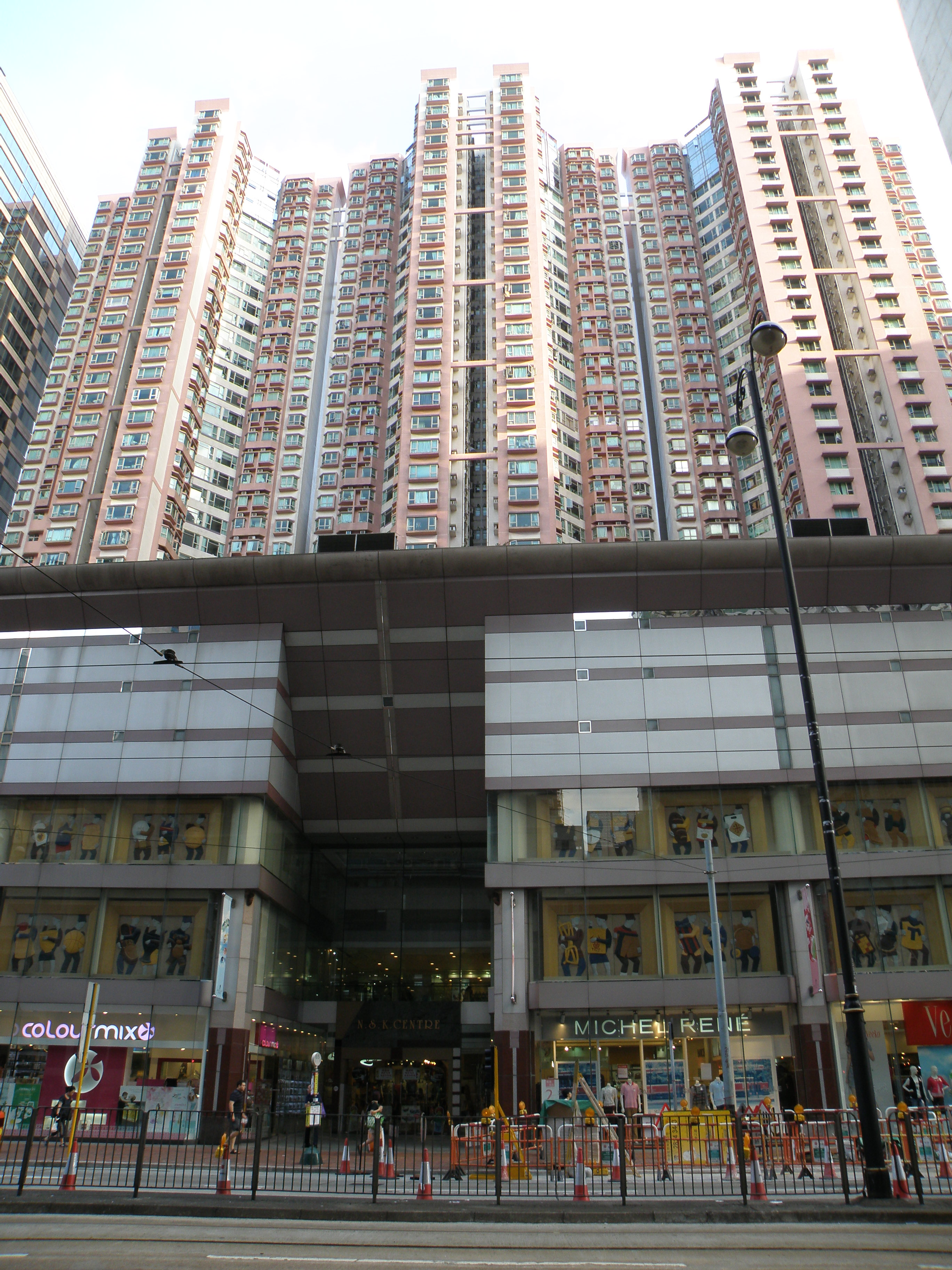
成坤廣場（前）和港運城（後）

顏成坤早年原居於九龍，婚後與妻子黃亦梅定居於香港島灣仔堅尼地道64號的大宅。該片土地由黃亦梅於1924年購入，建有三層高大宅，揉合意大利文藝復興風格和裝飾藝術風格，並設有私人花園。顏成坤自2001年逝世後，顏家後人於翌年成功向城市規劃委員會申請，獲得許可把宅重建為不高於120米的住宅大廈。屋宇署及後於2004年批出建築圖則，准許在原址興建兩幢15層高的住宅大廈，總樓面面積達14萬平方呎。然而，由於計劃引起保育團體關注，有關工程一直未有動工。一直丟空的顏成坤大宅於2010年獲香港古物古蹟辦事處確認為三級歷史建築。
顯赫一時的顏成坤生前曾經是香港的華人代表，並擁有「12」號和「3333」號車牌。不過，外界傳聞他的生活樸實平淡，據聞他從不賭博，興趣是每星期日上教堂、每天工作和視察旗下的巴士業務、每天晚上數算從巴士車隊收集得來的輔幣、以及到銀行打存摺。外界甚至於有傳言指身家豐厚的他連一件蘋果批和西餅也不捨得買，身上的毛衣破舊穿孔也不會換，為人異常節儉。

## 榮譽

### 殊勳
- 以下列出榮譽全稱及縮寫：^ 
  - 非官守太平紳士（J.P.） （1932年4月27日委任；5月6日刊憲[8]）
  - 英女皇伊利沙伯二世加冕獎章 （1953年6月[146]）
  - 英帝國官佐勳章（O.B.E.） （1955年6月英女皇壽辰授勳名單[144]）
  - 英帝國司令勳章（C.B.E.） （1961年元旦授勳名單[145]）
  - 英女皇伊利沙伯二世銀禧獎章 （1977年6月[147]）

### 名稱紀念
- 成坤廣場（N. S. K. Centre）：位於香港島北角，是私人屋苑港運城的購物商場，由太古地產和中華汽車有限公司共同發展，於1996年落成啟用。[209]

## 附註
1. 1 2 3  顏成坤生前甚少透露自己的出生年份，以至是出生地點等個人資料。[2]《南華早報》在20世紀八十年代編製Who's Who in Hongkong的時候曾邀請顏成坤提供個人資料，但沒有得到回覆。[2]即使是九十年代初曾獲顏成坤聘為中巴首位公關經理的關則輝，也不知道這些基本資料。[2]根據不同記錄，二戰後的資料大多指顏成坤生於1903年、[3]以及1905年，[4][5]但也有個別資料指他生於1900年。[6]不過，包括吳醒濂所著《香港華人名人史略》一書、[7]以及1932年5月9日的一篇新聞報導等戰前資料，均指他生於1900年；[8]參考美國政府有關顏成坤在四、五十年代的官方出入境紀錄，也指出他在1900年生於香港。[9][10]鑑於其他資料顯示顏成坤早於1916年已參與南華足球隊甲組B隊，[11]以及在1920年完成學業和接手經營家族的人力車業務，[7][12]因此推論顏成坤生於1900年較為可信。關於顏成坤的確實出生日期，就只有Hongkong Album一書指他生於「1905年12月18日」，[5]惟考慮到以上的推論，故本條目採用「1900年12月18日」的說法。
2. ↑  中巴由顏成坤聯同黃耀南共同創立的說法，是根據2014年的《壹週刊》專題報導，報導中轉載了一封由顏成坤兒子顏傑強親筆撰寫的信件，信中其中一頁提及「先父顏成坤C.B.E.及舅父黃耀南創立中巴」。[25]
3. ↑  據稱香港政府運輸司鮑文在1993年上任後，曾聯同時任運輸署署長許仕仁親赴中巴總部拜會顏成坤，但等候一小時後遭拒絕接見；[89]然而，也有資料指出，顏成坤自從在1992年最後一次主持中巴股東大會後，便不再公開露面，[90]因此有關說法的真確性存疑。
4. ↑  雖然中華巴士的年報指出顏潔齡生於1933年，[183]但根據1933年4月24日的一則報導，顏潔齡參加了當時的一個中華兒童健康比賽會，並於三歲至五歲小童的組別奪得第一名。[184]此外，根據美國政府的官方出入境記錄，指出顏潔齡生於1928年，[9]因此本條目採用1928年的說法。

## 注腳
1. 1 2 3 4 5 6 7 8 9 10 11 12 13 14 15  〈行政局立法局議員簡介：顏成坤〉（1959年9月21日）
2. 1 2 3 4 5 6 7 8 9 10 11 12 13 14 15 16 17 18 19 20 21 22 23 24 25  "The secretive world of Mr CMB" (23 February 1992)
3. ↑  鄧志清（1957年），頁6。
4. 1 2  Debrett's Peerage, Baronetage, Knightage, and Companionage (1969), p.2873.
5. 1 2 3 4 5 6  Lee (1966), pp.242-243.
6. ↑  何安達（1994年），頁657。
7. 1 2 3 4 5 6 7 8 9 10  吳醒濂（1937年），頁51。
8. 1 2 3 4 5 6 7 8 9 10  〈顏成坤為太平局紳，憲報已正式佈告〉（1932年5月9日）
9. 1 2  "List or Manifest of Alien Passengers for the United States Immigrant Inspector at Port of Arrival: S.S. General W. H. Gordon" (21 August 1947)
10. 1 2  "Manifest of In-Bound Passengers (Aliens): S.S. President Cleveland" (17 June 1950)
11. 1 2  〈南華會元老聚舊，顏成坤暢論往事〉（1988年4月16日）
12. 1 2 3 4  "Poilice Notice: Hire of Public Vehicles" (21 June 1921)
13. 1 2 3 4 5 6  "Local Wedding: Interesting Ceremony at Union Church" (27 June 1927)
14. 1 2  Report of the Commission Appointed by His Excellency the Governor to Enquire into and Report on the Question of the Existing Difficulty of Procuring and Retaining Reliable Chair and Jinricksha Coolies for Private Chairs and Jinrickshas (1901), p.80.
15. ↑  Report of the Commission Appointed by His Excellency the Governor to Enquire into and Report on the Question of the Existing Difficulty of Procuring and Retaining Reliable Chair and Jinricksha Coolies for Private Chairs and Jinrickshas (1901), pp.80-83.
16. 1 2 3 4  "Notice: To All To Whom It May Concern" (1 February 1918)
17. ↑  "A Power of Attorney: Dispute in a Rickshaw Business" (16 September 1919)
18. 1 2  "A Power of Attorney: Account Ordered" (4 October 1919)
19. ↑  〈皇仁舊生會改選，張永賢蟬聯會長〉（1971年4月30日）
20. 1 2 3 4 5 6 7  《1990年香港年鑑（第四十三回）》（1990年），第十二篇頁八十九至九十。
21. 1 2 3  〈立法局非官議員顏成坤獲勳銜，僑領紛函致賀〉（1955年6月10日）
22. ↑  陳志華、李健信（2011年），頁12。
23. ↑  "Local & Genera" (3 September 1923)
24. ↑  Hong Kong Daily Press (3 September 1923), p.6.
25. 1 2 3 4 5 6 7 8 9 10  〈中巴三姊弟力守$70億金礦〉（2014年9月25日）
26. ↑  〈殷商黃炳純昨逝世〉（1936年9月24日）
27. 1 2  〈黃耀南熾光昆仲令壽堂昨仙逝〉（1974年2月4日）
28. 1 2  陳志華、李健信（2011年），頁14。
29. ↑  "Kowloon's Trams: Some Suggestions" (25 January 1924)
30. ↑  Davis (1998), p.1.
31. 1 2 3  陳志華、李健信（2011年），頁18。
32. 1 2  "Omnibus Services: Confirmation of Local Monopolies for Fifteen Years" (16 January 1933)
33. 1 2 3  "The Bus Contract" (18 January 1933)
34. ↑  "Hongkong's Buses: Competition of Trams Affects Receipts" (3 December 1936)
35. ↑  陳志華、李健信（2011年），頁20。
36. 1 2  〈巴士突擊怠工後，資方毫無反响〉（1950年5月31日）
37. 1 2 3  〈中華汽車公司去年獲利二百餘萬元〉（1956年4月8日）
38. ↑  "New Bus Services" (8 June 1933), p.11.
39. 1 2  〈中華汽車公司拓展路線及減價詳情〉（1935年3月23日）
40. ↑  "Notice: China Motor Bus Co." (28 August 1924)
41. 1 2 3  陳志華、李健信（2011年），頁22。
42. ↑  鄺智文（2015年7月），頁96。
43. 1 2 3  Holdsworth and Kwok (2012), pp.339-340.
44. 1 2 3  陳志華、李健信（2011年），頁24。
45. ↑  〈中巴歷史（四十年代）〉（造訪於2016年5月21日）
46. 1 2 3 4  〈港巴溢利三百餘萬，定購新車九十輛〉（1965年12月30日）
47. 1 2  〈中巴主席顏成坤在年報指出，乘客量微增百分一〉（1985年11月20日）
48. 1 2  〈中巴純利大幅下降，望舊價維持至年中〉（1986年12月31日）
49. ↑  〈港府研究中巴續約，一併檢討利潤保障〉（1991年11月15日）
50. ↑  〈去年中華汽車公司獲百餘萬元〉（1950年5月28日）
51. ↑  〈中巴主席顏成坤強調，公司雖有盈利加價勢在必行〉（1975年12月19日）
52. ↑  〈顏成坤稱本年度獲利比去年度多，中巴明年上半年不加價〉（1981年12月22日）
53. 1 2  〈中巴上年度盈利大減〉（1990年12月8日）
54. 1 2  China Motor Bus Co. Ltd. Annual Report 1989 (1989), charts.
55. ↑  Davis (1998), p.62.
56. ↑  Davis (1998), p.104.
57. ↑  Davis (1998), p.60.
58. ↑  Davis (1998), p.188.
59. ↑  〈中巴首條冷氣巴線，兩巴明投入服務〉（1990年7月15日）
60. ↑  陳志華、李健信（2011年），頁67。
61. ↑  〈北角二萬尺公地顏成坤投得，擬建修車廠〉（1958年7月15日）
62. ↑  〈中巴半年後是否加價，視地鐵支線影響決定〉（1984年11月17日）
63. 1 2 3 4 5 6 7  〈特稿：身家豐厚，守財奴難捨分毫；顏氏家族僱員眼中怪人〉（1998年2月18日）
64. ↑  〈財經人物素描：顏成坤巴士王國一代而亡〉（2002年4月23日）
65. ↑  〈華人銀行明日開幕〉（1955年8月1日）
66. ↑  〈華人銀行獲准經營外匯業務〉（1959年1月17日）
67. ↑  〈本港及東南亞財團合資收購華人銀行〉（1980年3月14日）
68. ↑  〈創興銀行開股東會，顏成坤出任董事長〉（1962年8月16日）
69. ↑  〈實力雄厚地產股，廖創興企業上市〉（1972年10月13日）
70. ↑  Pragnell and Rogers (1984), p.533.
71. ↑  Pragnell and Rogers (1985), p.556.
72. ↑  Liu Chong Hing Investment Limited Annual Report 1984 (1985), p.4.
73. ↑  〈馬來亞銀行今日開幕，總行各首腦昨紛抵港〉（1962年2月19日）
74. 1 2 3 4 5  China Motor Bus Co. Ltd. Annual Report 2001 (2001), p.12.
75. 1 2 3 4 5 6 7 8 9 10 11 12 13  〈中巴近十年大事表〉（1998年2月18日）
76. ↑  〈顏成坤由英返港，將向工友解釋諒解渡過難關〉（1967年10月5日）
77. ↑  〈中巴司機向資方遞交哀的美敦書〉（1967年10月8日）
78. 1 2  〈中巴目前行車狀況達原日百分九十二〉（1967年12月29日）
79. 1 2 3  〈中巴聲明展開反收購，指對方建議不合實際〉（1981年7月24日）
80. ↑  〈顏氏家族與新昌組新公司，中巴出價卅八元半反收購迎擊百利保〉（1981年8月5日）
81. 1 2 3 4 5 6 7 8 9 10  〈一代潮州教父顏成坤住院四年病逝〉（2001年4月19日）
82. 1 2 3 4  〈中巴歷史（八十年代）〉（造訪於2016年5月21日）
83. ↑  〈中巴滄桑歲月〉（1998年8月31日）
84. ↑  〈港島地鐵通車以後，中巴業務將呈不景〉（1980年12月31日）
85. ↑  〈中巴本年底檢討票價，東區綫搭客跌成半，非繁忙時間減班次〉（1985年10月15日）
86. ↑  〈中巴半數路線虧蝕，顏成坤說艱苦經營〉（1987年1月21日）
87. 1 2  Davis (1998), p.207.
88. ↑  〈中華汽車公司去年獲利二百餘萬元〉（1956年4月8日）
89. ↑  黃棣才（2015年），頁200。
90. 1 2 3  〈中巴65年專利告終，無誠意改善服務，港府拒絕再等〉（1998年2月18日）
91. 1 2 3 4 5  〈中巴騎呢顏氏大家姐靠一盒西餅起朵〉（2014年9月28日）
92. ↑  〈中巴昨召開週年股東大會，員工要求大增退休金，顏成坤暗示加價彌補〉（1989年12月9日）
93. ↑  〈梁文建稱已函顏成坤促改善中巴內部管理〉（1990年1月21日）
94. 1 2 3  〈中巴管理階層妥善，母須增設總經理職〉（1990年7月15日）
95. 1 2  《中華汽車有限公司一九九七年度年報》（1997年），頁三十一。
96. 1 2  Davis (1998), p.223.
97. ↑  Davis (1998), p.224.
98. ↑  《中華汽車有限公司一九九七年度年報》（1997年），頁十。
99. ↑  《中華汽車有限公司一九九七年度年報》（1997年），頁七。
100. ↑  〈中巴已不能為家族賺大錢，顏傑強：受影響只是員工〉（1998年2月18日）
101. ↑  Kuo (2007), p.130.
102. ↑  〈東華廣華東院選特別總理整頓院務〉（1933年12月20日）
103. ↑  〈顏成坤榮任三院永遠顧問〉（1951年1月4日）
104. ↑  〈保良局新總理顏成坤任主席〉（1939年4月29日）
105. 1 2 3 4  〈本港保良局昨日選舉新董事〉（1940年5月24日）
106. 1 2 3 4 5 6 7 8  〈元旦授勛名單公佈，顏成坤等十五人獲勛章〉（1960年12月31日）
107. ↑  〈保良局總理宴賀，官紳顧問獲勳榮任〉（1975年3月27日）
108. ↑  〈顏成坤任團防局總理〉（1932年7月5日）
109. 1 2 3 4 5 6 7 8  〈女王元誕授勳有功官民名單〉（1960年12月31日）
110. ↑  〈救國公債將發由各大公司代銷〉（1937年11月3日）
111. ↑  陸慧生（1974年7月23日）
112. ↑  "Urban Council Meets: 17 Select Committees Appointed; First Meeting Since War" (29 May 1946)
113. ↑  Annual Departmental Report by the Chairman, Urban Council and Head of the Sanitary Department for the Financial Year 1950-51 (1951), p.2.
114. ↑  〈寧有大量無牌小販不願有大量失業之人，准許各社團及大商行為其會員自行建屋〉（1952年5月28日）
115. ↑  〈顏成坤透露清糞制度將予改良，改夜為日兩桶輪用〉（1952年5月30日）
116. 1 2  〈顏成坤堅決請辭衛生局非官議員，競選人開始活動拉票〉（1953年4月22日）
117. ↑  〈立法局昨例會三位議員就職〉（1951年7月12日）
118. ↑  〈顏成坤批評施政，昐節省開支避免加稅〉（1954年3月18日）
119. ↑  〈顏成坤議員建議，督憲府已有百多年歷史，應該重新建築追上時代〉（1956年3月22日）
120. ↑  〈顏成坤議員建議須使低薪市民有廉價屋居住〉（1958年3月27日）
121. 1 2  〈潮州公會籌建義學校舍，募建費八十萬元〉（1955年5月29日）
122. ↑  〈青年教師會成立在即，獲官紳名流多人贊助〉（1959年5月15日）
123. 1 2 3  《1974年香港年鑑（第二十七回）》（1974年），第十篇頁一零一
124. ↑  〈港派代表出席聯國亞洲遠東經濟會議，羅文惠顏成坤等下月赴仰光〉（1951年12月18日）
125. ↑  〈遠東經會議在印舉行，港代表將出發，顏成坤任首席代表〉（1956年1月13日）
126. ↑  〈出席亞遠貿易會議，顏成坤郭伯偉昨晨聯袂赴泰〉（1959年1月23日）
127. ↑  〈利銘澤、關祖堯、祈德尊任行政局非官議員，顏成坤、泰利、羅文惠三議員任滿〉（1961年5月31日）
128. ↑  〈立法局議員顏成坤任滿〉（1961年6月22日）
129. ↑  《60周年紀念特刊》（2008年），頁46。
130. ↑  〈國際痳瘋救濟會港分會今日售旗救濟瘋人〉（1952年1月19日）
131. ↑  〈那打素醫院入院人數去年創最高紀錄，昨舉行年會顏成坤當選主席〉（1956年3月15日）
132. ↑  〈那打素醫院開週年大會對成績滿意〉（1958年10月1日）
133. ↑  呂大樂（2000年），頁87至88、92至94。
134. 1 2 3 4  〈榮獲CBE與OBE勳銜，羅文惠及顏成坤履歷〉（1955年6月9日）
135. ↑  〈灣仔區街坊福利會昨晚選出理監事長〉（1950年3月16日）
136. ↑  〈顏成坤為名譽社員〉（1955年11月24日）
137. ↑  〈籌建九龍合一堂及校，顏成坤主持出發募捐〉（1955年2月20日）
138. ↑  《華人永遠墳場管理委員會100周年特刊》（2013年），頁10。
139. ↑  〈港九潮州公會第四屆理監昨日就職，顏成坤主持頒發證書〉（1955年5月15日）
140. 1 2  〈港九潮州公會開會員大會，聘顏成坤為永遠會長〉（1960年2月10日）
141. 1 2  〈潮州公會增辦中學，成立委員會籌款建校〉（1961年9月4日）
142. ↑  〈潮僑食品業商成立商會，第一屆理事昨行就職禮〉（1959年6月7日）
143. ↑  〈零售米商會所落成，舉行酒宴賓主同歡〉（1960年1月10日）
144. 1 2  "Supplement to Issue 40497 （页面存档备份，存于）", London Gazette, 3 June 1955, p.3282.
145. 1 2  "Supplement to Issue 42231 （页面存档备份，存于）", London Gazette, 27 December 1960, p.8911
146. 1 2  〈三五零人獲女皇加冕紀念章〉（1953年6月9日）
147. 1 2  〈英女皇登基銀禧紀念，百四十名本港市民榮獲頒授紀念獎章〉（1977年6月9日）
148. ↑  〈中華汽車公司職員組織足球隊〉（1926年12月2日）
149. ↑  〈退出甲組聯賽，中巴球員昨請命，顏成坤未有答覆〉（1960年7月5日）
150. ↑  〈三十二年來南華會之總檢討（三）〉（1935年4月16日）
151. 1 2 3 4 5 6  〈南華體育會昨宵宴賀顏成坤榮獲英女皇勳銜〉（1961年2月28日）
152. 1 2  〈出席全運港總領隊顏成坤昨南回報告，香港足球隊獲冠軍〉（1935年10月26日）
153. ↑  〈王正廷昨乘尾車赴廣州，昨午與顏成坤商世運事宜〉（1936年2月23日）
154. ↑  〈我世運代表團昨過港赴德，健兒百餘人聲勢雄壯〉（1936年6月29日）
155. 1 2 3  賴文輝（2013年），頁13至14。
156. ↑  〈國足球曾稱雄東亞20年，1936年首赴奧運會〉（2014年7月7日）
157. 1 2 3  〈我世運足球選手已接納本報忠告，據現已決不乘日輪北上〉（1936年4月22日）
158. ↑  〈顏成坤辭南華體育會主席職〉（1936年7月3日）
159. ↑  〈南華會主席顏成坤辭意打銷〉（1936年7月9日）
160. ↑  〈南華會昨開選舉大會〉（1939年4月27日）
161. ↑  〈南華體育會新職員產生〉（1940年5月2日）
162. ↑  〈南華會執委會議成立足球委會〉（1941年8月7日）
163. 1 2 3 4  〈南華體育會公讌名譽會長顧問，英京樓頭冠蓋雲集〉（1959年8月22日）
164. ↑  〈南華體育會昨選出新職員〉（1946年6月27日）
165. ↑  〈體協會昨日推定顏成坤任理事長〉（1947年3月15日）
166. ↑  〈港僑體育呈現曙光，體協改組初步成功〉（1947年12月9日）
167. ↑  〈中華會足球部石振達昨當選〉（1958年8月22日）
168. ↑  〈華人足球聯誼會二次執委昨會議〉（1958年8月22日）
169. ↑  〈傑志召開臨時特別會議，聘顏成坤霍寶生為顧問及副會長〉（1962年8月8日）
170. ↑  〈下一屆足總會長擬推顏成坤繼任〉（1956年7月24日）
171. ↑  〈足總會長明日將熱烈競選，郭贊提賓臣秦寧提顏成坤〉（1956年7月29日）
172. ↑  〈對推翻上訴案原判，足總會長一番話〉（1956年7月31日）
173. ↑  〈賓臣當會長條件，要不准記者旁聽，結果因被執委否決只好辭職〉（1956年8月25日）
174. ↑  〈顏成坤分身家女多過仔〉（2001年4月26日）
175. 1 2  〈顏成坤舉殯官商致祭眾〉（2001年4月28日）
176. ↑  〈蘋果生活：巴士迷拍照留念，前員工拜拜「老友」，中巴最後一程，百粉絲送別〉（2015年7月1日）
177. ↑  "Death" (20 July 1989)
178. ↑  〈明愛黃耀南中心〉（造訪於2016年5月21日）
179. 1 2 3 4 5  〈顏成坤夫人黃亦梅息勞歸主週一舉殯〉（1989年7月21日）
180. ↑  〈本會前女子部顧問顏黃亦梅息勞歸主〉（1989年8月16日）
181. ↑  "Final respects for HK community leader" (25 July 1989)
182. ↑  〈顏成坤夫人舉行殯禮，聖若瑟堂安息彌撒〉（1989年7月25日）
183. 1 2  China Motor Bus Co. Ltd. Annual Report 2015 (2015), p.18.
184. ↑  〈加路連山南華球場兒童健康比賽〉（1933年4月24日）
185. ↑  〈顏成坤女公子顏潔靈赴英深造〉（1951年8月3日）
186. 1 2 3  〈顏成坤女公子顏潔齡學成返港，將在港執業律師〉（1956年9月5日）
187. ↑  Civil and Miscellaneous Lists, Hong Kong Government (1973), p.89.
188. 1 2  "Change of Chairman of the Company" (8 November 2019)
189. 1 2  "Changes in the Board of Directors, Appointment of Chairman Emeritus and Appointment of Acting Chief Executive Officer" (27 November 2020)
190. ↑  "APPOINTMENT OF CHIEF EXECUTIVE OFFICER AND CESSATION OF ACTING CHIEF EXECUTIVE OFFICER" (25 November 2021)
191. 1 2  〈中巴顏潔齡丈夫逝世〉（2022年10月21日）
192. ↑  〈顏成坤女公子顏潔齡小姐在倫敦出閣，顏氏伉儷飛英主禮〉（1960年8月23日）
193. ↑  "Ngan, Horace Kit Keung 顏傑強" (retrieved on 17 May 2020)
194. ↑  "PASSING OF DR. NGAN KIT-KEUNG, ASSISTANT MANAGING DIRECTOR AND EXECUTIVE DIRECTOR" (19 August 2020)
195. ↑  〈顏成坤長公子傑強昨日舉行訂婚典禮〉（1963年5月11日）
196. ↑  〈顏成坤喜作新翁，顏傑強蘇雪文前日舉行婚禮〉（1967年7月2日）
197. ↑  Staff List, Hong Kong Government (1987), p.425.
198. ↑  〈顏成坤次公子顏傑強之弟，顏傑文由英返港〉（1964年1月14日）
199. ↑  〈顏成坤次公子傑文考倫敦大學畢業試，獲得內外科學士銜〉（1962年5月26日）
200. ↑  Pitt, Carr-Locke and, Ferrucci (1995), p.xviii.
201. ↑  "Marriages Jun 1969: Baker, Josephine A. and Ngan" (retrieved on 21 May 2016)
202. 1 2  〈中華汽車有限公司：董事及高級行政人員〉（造訪於2025年7月4日）
203. ↑  〈訃聞〉（1989年7月24日）
204. 1 2  "My Practice - Mr Pramod Achan" (retrieved on 24 February 2017)
205. ↑  "DR PRAMOD ACHAN" (2020)
206. ↑  "Historic Building Appraisal: No. 64 Kennedy Road, Wan Chai, Hong Kong" (retrieved on 21 May 2016)
207. 1 2 3 4  〈特稿：顏成坤大宅評為第三級歷史建築〉（2009年1月17日）
208. ↑  〈顏成坤座車遇事，顏夫人幸告平安〉（1957年8月20日）
209. ↑  〈精裝筍盤：北角港運城內櫳簇新、享地利〉（2014年5月11日）

### 英文資料
- Report of the Commission Appointed by His Excellency the Governor to Enquire into and Report on the Question of the Existing Difficulty of Procuring and Retaining Reliable Chair and Jinricksha Coolies for Private Chairs and Jinrickshas. Hong Kong: Legislative Council of Hong Kong, 1901.
- "Notice: To All To Whom It May Concern", Supplement to Hong Kong Government Gazette, 1 February 1918.
- "A Power of Attorney: Dispute in a Rickshaw Business", South China Morning Post, 16 September 1919, p.3.
- "A Power of Attorney: Account Ordered", South China Morning Post, 4 October 1919, p.3.
- "Poilice Notice: Hire of Public Vehicles", South China Morning Post, 21 June 1921, p.4.
- "Local & General", South China Morning Post, 3 September 1923, p.2.
- Hong Kong Daily Press, 3 September 1923, p.6.
- "Kowloon's Trams: Some Suggestions", South China Morning Post, 25 January 1924, p.9.
- "Notice: China Motor Bus Co.", South China Morning Post, 28 August 1924, p.4.
- "Local Wedding: Interesting Ceremony at Union Church", South China Morning Post, 27 June 1927, p.11.
- "Omnibus Services: Confirmation of Local Monopolies for Fifteen Years", South China Morning Post, 16 January 1933, p.18.
- "The Bus Contract", South China Morning Post, 18 January 1933, p.10.
- "New Bus Services", South China Morning Post, 8 June 1933, p.11.
- "Hongkong's Buses: Competition of Trams Affects Receipts", South China Morning Post, 3 December 1936, p.15.
- "Urban Council Meets: 17 Select Committees Appointed; First Meeting Since War", South China Morning Post & The Hongkong Telegraph, 29 May 1946, p.3.
- "List or Manifest of Alien Passengers for the United States Immigrant Inspector at Port of Arrival: S.S. General W. H. Gordon（页面存档备份，存于）". San Francisco, California: Immigration and Naturalization Service, U.S. Department of Labor, 21 August 1947.
- "Manifest of In-Bound Passengers (Aliens): S.S. President Cleveland（页面存档备份，存于）". San Francisco, California: Immigration and Naturalization Service, United States Department of Justice, 17 June 1950.
- Annual Departmental Report by the Chairman, Urban Council and Head of the Sanitary Department for the Financial Year 1950-51. Hong Kong: Government Printer, 1951.
- Lee, P. C., Hongkong Album. Hong Kong: P.C. Lee., 1966.
- Debrett's Peerage, Baronetage, Knightage, and Companionage. Kelly's Directories, 1969.
- Civil and Miscellaneous Lists, Hong Kong Government. Hong Kong: Government Printer, 1973.
- Pragnell, Mervyn O., and, Rogers, Ann Patricia, The International Year Book and Statesmen's Who's Who 1984. Burke's Peerage Limited, 1984.
- Pragnell, Mervyn O., and, Rogers, Ann Patricia, The International Year Book and Statesmen's Who's Who 1985. Burke's Peerage Limited, 1985.
- Liu Chong Hing Investment Limited Annual Report 1984. Hong Kong: Liu Chong Hing Investment Limited, 1985.
- Staff List, Hong Kong Government. Hong Kong: Government Printer, 1987.
- China Motor Bus Co. Ltd. Annual Report 1989. Hong Kong: China Motor Bus Co. Ltd., 1989.
- "Death", South China Morning Post, 20 July 1989, p.4.
- "Final respects for HK community leader", South China Morning Post, 25 July 1989, p.5.
- "The secretive world of Mr CMB", Sunday Morning Post, 23 February 1992, p.21.
- Pitt, Henry A., Carr-Locke, David L., and, Ferrucci, Joseph T., Hepatobiliary and pancreatic disease: the team approach to management. Little, Brown, 1995.
- Davis, Mike, Hong Kong Buses: China Motor Bus Company Limited. Croydon: DTS Publishing, 1998. ISBN 978-1-90051-510-8
- China Motor Bus Co. Ltd. Annual Report 2001（页面存档备份，存于）. Hong Kong: China Motor Bus Co. Ltd., 2001.
- Kuo, Huei-ying, "Transnational Business Networks and Sub-ethnic Nationalism: Chinese Business and Nationalist Activities in Interwar Hong Kong and Singapore, 1919-1941（页面存档备份，存于）". State University of New York; ProQuest Information and Learning Company, 2007.
- Holdsworth, May, and, Kwok, Eva, "Ngan, Shing-kwan", Dictionary of Hong Kong Biography. Hong Kong: Hong Kong University Press, 2012, pp.339-340. ISBN 978-988-8083-66-4
- China Motor Bus Co. Ltd. Annual Report 2015（页面存档备份，存于）. Hong Kong: China Motor Bus Co. Ltd., 2015.
- "Change of Chairman of the Company（页面存档备份，存于）", Hong Kong: China Motor Bus Co. Ltd., 8 November 2019.
- "PASSING OF DR. NGAN KIT-KEUNG, ASSISTANT MANAGING DIRECTOR AND EXECUTIVE DIRECTOR", Hong Kong: China Motor Bus Co. Ltd., 19 August 2020.
- "Changes in the Board of Directors, Appointment of Chairman Emeritus and Appointment of Acting Chief Executive Officer", Hong Kong: China Motor Bus Co. Ltd., 27 November 2020.
- "DR PRAMOD ACHAN", Marlet Magazine Issue 67. The United Kingdom: The Old Millhillians Club Ltd., Winter 2020.
- "APPOINTMENT OF CHIEF EXECUTIVE OFFICER AND CESSATION OF ACTING CHIEF EXECUTIVE OFFICER", Hong Kong: China Motor Bus Co. Ltd., 25 November 2021.
- "Historic Building Appraisal: No. 64 Kennedy Road, Wan Chai, Hong Kong". Hong Kong: Antiquities Advisory Board, retrieved on 21 May 2016.
- "Marriages Jun 1969: Baker, Josephine A. and Ngan（页面存档备份，存于）", FreeBMD, retrieved on 21 May 2016.
- "My Practice - Mr Pramod Achan", Mr. Pramod Achan, Consultant Orthopaedic and Trauma Surgeon London UK retrieved on 24 February 2017.
- "Ngan, Horace Kit Keung 顏傑強（页面存档备份，存于）", Webb-site Who's Who, retrieved on 17 May 2020.

### 中文資料
- 〈中華汽車公司職員組織足球隊〉，《香港工商日報》第三張第壹頁，1926年12月2日。
- 〈顏成坤為太平局紳，憲報已正式佈告〉，《香港工商日報》第三張第二版，1932年5月9日。
- 〈顏成坤任團防局總理〉，《香港華字日報》第二張第三頁，1932年7月5日。
- 〈加路連山南華球場兒童健康比賽〉，《天光報》第三版，1933年4月24日。
- 〈東華廣華東院選特別總理整頓院務〉，《工商晚報》第四版，1933年12月20日。
- 〈中華汽車公司拓展路線及減價詳情〉，《香港工商日報》第三張第三版，1935年3月23日。
- 〈三十二年來南華會之總檢討（三）〉，《香港華字日報》第壹張第肆頁，1935年4月16日。
- 〈出席全運港總領隊顏成坤昨南回報告，香港足球隊獲冠軍〉，《香港工商日報》第三張第三版，1935年10月26日。
- 〈王正廷昨乘尾車赴廣州，昨午與顏成坤商世運事宜〉，《香港工商日報》第三張第一版，1936年2月23日。
- 〈我世運足球選手已接納本報忠告，據現已決不乘日輪北上〉，《香港工商日報》第三張第一版，1936年4月22日。
- 〈我世運代表團昨過港赴德，健兒百餘人聲勢雄壯〉，《香港華字日報》第弍張第叁頁，1936年6月29日。
- 〈顏成坤辭南華體育會主席職〉，《香港工商日報》第三張第四版，1936年7月3日。
- 〈南華會主席顏成坤辭意打銷〉，《香港工商日報》第三張第四版，1936年7月9日。
- 〈殷商黃炳純昨逝世〉，《香港華字日報》第二張第肆頁，1936年9月24日。
- 吳醒濂著，《香港華人名人史略》。香港：五州書局，1937年。
- 〈救國公債將發由各大公司代銷〉，《香港工商日報》第三張第二版，1937年11月3日。
- 〈南華會昨開選舉大會〉，《香港華字日報》第弍張第肆頁，1939年4月27日。
- 〈保良局新總理顏成坤任主席〉，《大公報》第二張第六版，1939年4月29日。
- 〈南華體育會新職員產生〉，《大公報》第二張第七版，1940年5月2日。
- 〈本港保良局昨日選舉新董事〉，《大公報》第二張第六版，1940年5月24日。
- 〈南華會執委會議成立足球委會〉，《大公報》第二張第七版，1941年8月7日。
- 〈南華體育會昨選出新職員〉，《香港工商日報》第四頁，1946年6月27日。
- 〈體協會昨日推定顏成坤任理事長〉，《香港工商日報》第一張第四頁，1947年3月15日。
- 〈港僑體育呈現曙光，體協改組初步成功〉，《華僑日報》第貳張第二頁，1947年12月9日。
- 〈灣仔區街坊福利會昨晚選出理監事長〉，《華僑日報》第二張第二頁，1950年3月16日。
- 〈去年中華汽車公司獲百餘萬元〉，《華僑日報》第二張第一頁，1950年5月28日。
- 〈巴士突擊怠工後，資方毫無反响〉，《華僑日報》第二張第一頁，1950年5月31日。
- 〈顏成坤榮任三院永遠顧問〉，《華僑日報》第二張第二頁，1951年1月4日。
- 〈立法局昨例會三位議員就職〉，《香港工商日報》第五頁，1951年7月12日。
- 〈顏成坤女公子顏潔靈赴英深造〉，《香港工商日報》第六頁，1951年8月3日。
- 〈港派代表出席聯國亞洲遠東經濟會議，羅文惠顏成坤等下月赴仰光〉，《華僑日報》第二張第一頁，1951年12月18日。
- 〈國際痳瘋救濟會港分會今日售旗救濟瘋人〉，《華僑日報》第二張第二頁，1952年1月19日。
- 〈寧有大量無牌小販不願有大量失業之人，准許各社團及大商行為其會員自行建屋〉，《華僑日報》第二張第一頁，1952年5月28日。
- 〈顏成坤透露清糞制度將予改良，改夜為日兩桶輪用〉，《香港工商日報》第六頁，1952年5月30日。
- 〈顏成坤堅決請辭衛生局非官議員，競選人開始活動拉票〉，《工商晚報》第三頁，1953年4月22日。
- 〈三五零人獲女皇加冕紀念章〉，《華僑日報》第二張第一頁，1953年6月9日。
- 〈顏成坤批評施政，昐節省開支避免加稅〉，《香港工商日報》第七頁，1954年3月18日。
- 〈籌建九龍合一堂及校，顏成坤主持出發募捐〉，《華僑日報》第三張第一頁，1955年2月20日。
- 〈港九潮州公會第四屆理監昨日就職，顏成坤主持頒發證書〉，《華僑日報》第二張第二頁，1955年5月15日。
- 〈潮州公會籌建義學校舍，募建費八十萬元〉，《華僑日報》第二張第二頁，1955年5月29日。
- 〈榮獲CBE與OBE勳銜，羅文惠及顏成坤履歷〉，《工商晚報》第四頁，1955年6月9日。
- 〈立法局非官議員顏成坤獲勳銜，僑領紛函致賀〉，《香港工商日報》第五頁，1955年6月10日。
- 〈華人銀行明日開幕〉，《香港工商日報》第五頁，1955年8月1日。
- 〈顏成坤為名譽社員〉，《華僑日報》第三第二頁，1955年11月24日。
- 〈遠東經會議在印舉行，港代表將出發，顏成坤任首席代表〉，《華僑日報》第二第一頁，1956年1月13日。
- 〈那打素醫院入院人數去年創最高紀錄，昨舉行年會顏成坤當選主席〉，《香港工商日報》第五頁，1956年3月15日。
- 〈顏成坤議員建議，督憲府已有百多年歷史，應該重新建築追上時代〉，《華僑日報》第二第三頁，1956年3月22日。
- 〈中華汽車公司去年獲利二百餘萬元〉，《華僑日報》第二張第二頁，1956年4月8日。
- 〈下一屆足總會長擬推顏成坤繼任〉，《工商晚報》第四頁，1956年7月24日。
- 〈足總會長明日將熱烈競選，郭贊提賓臣秦寧提顏成坤〉，《工商晚報》第八頁，1956年7月29日。
- 〈對推翻上訴案原判，足總會長一番話〉，《工商晚報》第四頁，1956年7月31日。
- 〈賓臣當會長條件，要不准記者旁聽，結果因被執委否決只好辭職〉，《香港工商日報》第七頁，1956年8月25日。
- 〈顏成坤女公子顏潔齡學成返港，將在港執業律師〉，《華僑日報》第二張第二頁，1956年9月5日。
- 鄧志清著，《港澳聞人錄》。香港：美聯社，1957年。
- 〈中華汽車公司去年盈利二百四十餘萬〉，《華僑日報》第二張第二頁，1957年5月26日。
- 〈顏成坤座車遇事，顏夫人幸告平安〉，《華僑日報》第二張第二頁，1957年8月20日。
- 〈顏成坤議員建議須使低薪市民有廉價屋居住〉，《香港工商日報》第五頁，1958年3月27日。
- 〈北角二萬尺公地顏成坤投得，擬建修車廠〉，《華僑日報》第三張第四頁，1958年7月15日。
- 〈中華會足球部石振達昨當選〉，《華僑日報》第二張第四頁，1958年8月22日。
- 〈那打素醫院開週年大會對成績滿意〉，《華僑日報》第三張第一頁，1958年10月1日。
- 〈華人足球聯誼會二次執委昨會議〉，《華僑日報》第二張第四頁，1958年11月25日。
- 〈華人銀行獲准經營外匯業務〉，《華僑日報》第二張第一頁，1959年1月17日。
- 〈出席亞遠貿易會議，顏成坤郭伯偉昨晨聯袂赴泰〉，《香港工商日報》第五頁，1959年1月23日。
- 〈青年教師會成立在即，獲官紳名流多人贊助〉，《華僑日報》第三張第四頁，1959年5月15日。
- 〈潮僑食品業商成立商會，第一屆理事昨行就職禮〉，《華僑日報》第三張第一頁，1959年6月7日。
- 〈南華體育會公讌名譽會長顧問，英京樓頭冠蓋雲集〉，《華僑日報》第二張第四頁，1959年8月22日。
- 〈行政局立法局議員簡介：顏成坤〉，《華僑日報》第二張第一頁，1959年9月21日。
- 〈零售米商會所落成，舉行酒宴賓主同歡〉，《大公報》第一張第三版，1960年1月10日。
- 〈港九潮州公會開會員大會，聘顏成坤為永遠會長〉，《華僑日報》第一張第四頁，1960年2月10日。
- 〈退出甲組聯賽，中巴球員昨請命，顏成坤未有答覆〉，《華僑日報》第三張第四頁，1960年7月5日。
- 〈顏成坤女公子顏潔齡小姐在倫敦出閣，顏氏伉儷飛英主禮〉，《華僑日報》第三張第三頁，1960年8月23日。
- 〈元旦授勛名單公佈，顏成坤等十五人獲勛章〉，《香港工商日報》第五頁，1960年12月31日。
- 〈女王元誕授勳有功官民名單〉，《華僑日報》第二張第一頁，1960年12月31日。
- 〈南華體育會昨宵宴賀顏成坤榮獲英女皇勳銜〉，《華僑日報》第三張第四頁，1961年2月28日。
- 〈利銘澤、關祖堯、祈德尊任行政局非官議員，顏成坤、泰利、羅文惠三議員任滿〉，《香港工商日報》第五頁，1961年5月31日。
- 〈立法局議員顏成坤任滿〉，《華僑日報》第二張第三頁，1961年6月22日。
- 〈潮州公會增辦中學，成立委員會籌款建校〉，《大公報》第二張第五版，1961年9月4日。
- 〈馬來亞銀行今日開幕，總行各首腦昨紛抵港〉，《華僑日報》第三張第四頁，1962年2月19日。
- 〈顏成坤次公子傑文考倫敦大學畢業試，獲得內外科學士銜〉，《香港工商日報》第六頁，1962年5月26日。
- 〈傑志召開臨時特別會議，聘顏成坤霍寶生為顧問及副會長〉，《華僑日報》第四張第二頁，1962年8月8日。
- 〈創興銀行開股東會，顏成坤出任董事長〉，《大公報》第二張第五版，1962年8月16日。
- 〈顏成坤長公子傑強昨日舉行訂婚典禮〉，《華僑日報》第四張第一頁，1963年5月11日。
- 〈顏成坤次公子顏傑強之弟，顏傑文由英返港〉，《華僑日報》第四張第四頁，1964年1月14日。
- 〈港巴溢利三百餘萬，定購新車九十輛〉，《工商晚報》第五頁，1965年12月30日。
- 〈顏成坤喜作新翁，顏傑強蘇雪文前日舉行婚禮〉，《華僑日報》第二張第四頁，1967年7月2日。
- 〈顏成坤由英返港，將向工友解釋諒解渡過難關〉，《華僑日報》第二張第一頁，1967年10月5日。
- 〈中巴司機向資方遞交哀的美敦書〉，《工商晚報》第一頁，1967年10月8日。
- 〈中巴目前行車狀況達原日百分九十二〉，《香港工商日報》第四頁，1967年12月29日。
- 〈皇仁舊生會改選，張永賢蟬聯會長〉，《華僑日報》第五張第二頁，1971年4月30日。
- 〈實力雄厚地產股，廖創興企業上市〉，《華僑日報》第四張第一頁，1972年10月13日。
- 《1974年香港年鑑（第二十七回）》。香港：華僑日報有限公司，1974年。
- 〈黃耀南熾光昆仲令壽堂昨仙逝〉，《華僑日報》第二張第二頁，1974年2月4日。
- 陸慧生撰，〈輓大光報耆老王國璇先生〉，《華僑日報》第六張第三頁，1974年7月23日。
- 〈保良局總理宴賀，官紳顧問獲勳榮任〉，《華僑日報》第二張第二頁，1975年3月27日。
- 〈中巴主席顏成坤強調，公司雖有盈利加價勢在必行〉，《香港工商日報》第五頁，1975年12月19日。
- 〈英女皇登基銀禧紀念，百四十名本港市民榮獲頒授紀念獎章〉，《華僑日報》第三張第一頁，1977年6月9日。
- 〈本港及東南亞財團合資收購華人銀行〉，《大公報》第二張第五版，1980年3月14日。
- 〈港島地鐵通車以後，中巴業務將呈不景〉，《華僑日報》第二張第一頁，1980年12月31日。
- 〈中巴聲明展開反收購，指對方建議不合實際〉，《大公報》第一張第四版，1981年7月24日。
- 〈顏氏家族與新昌組新公司，中巴出價卅八元半反收購迎擊百利保〉，《香港工商日報》第一頁，1981年8月5日。
- 〈顏成坤稱本年度獲利比去年度多，中巴明年上半年不加價〉，《大公報》第二張第五版，1981年12月22日。
- 〈中巴半年後是否加價，視地鐵支線影響決定〉，《大公報》第二張第五版，1984年11月17日。
- 〈中巴本年底檢討票價，東區綫搭客跌成半，非繁忙時間減班次〉，《華僑日報》第二張第四頁，1985年10月15日。
- 〈中巴主席顏成坤在年報指出，乘客量微增百分一〉，《華僑日報》第二張第二頁，1985年11月20日。
- 〈中巴純利大幅下降，望舊價維持至年中〉，《華僑日報》第二張第一頁，1986年12月31日。
- 〈中巴半數路線虧蝕，顏成坤說艱苦經營〉，《華僑日報》第二張第四頁，1987年1月21日。
- 〈南華會元老聚舊，顏成坤暢論往事〉，《華僑日報》第六張第二頁，1988年4月16日。
- 〈顏成坤夫人黃亦梅息勞歸主週一舉殯〉，《華僑日報》第14頁，1989年7月21日。
- 〈訃聞〉，《華僑日報》第2頁，1989年7月24日。
- 〈顏成坤夫人舉行殯禮，聖若瑟堂安息彌撒〉，《華僑日報》第14頁，1989年7月25日。
- 〈本會前女子部顧問顏黃亦梅息勞歸主〉，《華僑日報》第19頁，1989年8月16日。
- 〈中巴昨召開週年股東大會，員工要求大增退休金，顏成坤暗示加價彌補〉，《華僑日報》第1頁，1989年12月9日。
- 《1990年香港年鑑（第四十三回）》。香港：華僑日報有限公司，1990年。
- 〈梁文建稱已函顏成坤促改善中巴內部管理〉，《大公報》第七版，1990年1月21日。
- 〈中巴首條冷氣巴線，兩巴明投入服務〉，《大公報》第七版，1990年7月15日。
- 〈中巴管理階層妥善，母須增設總經理職〉，《華僑日報》第11頁，1990年7月15日。
- 〈中巴上年度盈利大減〉，《大公報》第七版，1990年12月8日。
- 〈港府研究中巴續約，一併檢討利潤保障〉，《華僑日報》第3頁，1991年11月15日。
- 何安達主編，《香港人名錄》。香港：天地圖書有限公司，1994年。ISBN 978-9-62257-746-6
- 《中華汽車有限公司一九九七年度年報》。香港：中華汽車有限公司，1997年。
- 〈中巴65年專利告終，無誠意改善服務，港府拒絕再等〉，《東方日報》A1，1998年2月18日。
- 〈中巴已不能為家族賺大錢，顏傑強：受影響只是員工〉，《東方日報》A1，1998年2月18日。
- 〈中巴近十年大事表〉，《東方日報》A20，1998年2月18日。
- 〈特稿：身家豐厚，守財奴難捨分毫；顏氏家族僱員眼中怪人〉，《東方日報》A20，1998年2月18日。
- 〈中巴滄桑歲月〉，《星島日報》A07，1998年8月31日。
- 呂大樂著，《山上之城：香港紅十字會的故事1950－2000（页面存档备份，存于）》。香港：香港大學出版社，2000年。ISBN 978-9-62209-528-1
- 〈一代潮州教父顏成坤住院四年病逝〉，《壹週刊》，2001年4月19日。
- 〈顏成坤分身家女多過仔（页面存档备份，存于）〉，《香港蘋果日報》，2001年4月26日。
- 〈顏成坤舉殯官商致祭眾（页面存档备份，存于）〉，《成報》A08，2001年4月28日。
- 〈財經人物素描：顏成坤巴士王國一代而亡（页面存档备份，存于）〉，《香港蘋果日報》，2002年4月23日。
- 《60周年紀念特刊》。香港：香港防癆心臟及胸病協會，2008年。
- 〈特稿：顏成坤大宅評為第三級歷史建築（页面存档备份，存于）〉，《香港蘋果日報》，2009年1月17日。
- 陳志華、李健信著，《香港巴士90年》。香港：中華書局（香港）有限公司，2011年。ISBN 978-9-88810-451-2
- 賴文輝著，《香港十大名將（页面存档备份，存于）》。香港：Red Publish，2013年。ISBN 978-9-88822-325-1
- 《華人永遠墳場管理委員會100周年特刊（页面存档备份，存于）》。香港：華人永遠墳場管理委員會，2013年。
- 〈精裝筍盤：北角港運城內櫳簇新、享地利（页面存档备份，存于）〉，《香港蘋果日報》，2014年5月11日。
- 〈中國足球曾稱雄東亞20年，1936年首赴奧運會（页面存档备份，存于）〉，《人民政協報》，2014年7月7日。
- 〈中巴三姊弟力守$70億金礦〉，《壹週刊》1281期，2014年9月25日。
- 〈中巴騎呢顏氏大家姐靠一盒西餅起朵（页面存档备份，存于）〉，《壹週Plus》，2014年9月28日。
- 鄺智文著，《重光之路：日據香港與太平洋戰爭》。香港：天地圖書有限公司，2015年7月。ISBN 978-9-88825-566-5
- 黃棣才著，《圖說香港歷史建築1920－1945（页面存档备份，存于）》。香港：中華書局（香港）出版有限公司，2015年。ISBN 978-9-88834-020-0
- 〈蘋果生活：巴士迷拍照留念，前員工拜拜「老友」，中巴最後一程，百粉絲送別（页面存档备份，存于）〉，《香港蘋果日報》，2015年7月1日。
- 〈中巴顏潔齡丈夫逝世 （页面存档备份，存于）〉，《明報》，2022年10月21日。
- 〈明愛黃耀南中心（页面存档备份，存于）〉，《香港明愛》，造訪於2016年5月21日
- 〈中巴歷史（四十年代）（页面存档备份，存于）〉，《中華巴士紀念館》，造訪於2016年5月21日。
- 〈中巴歷史（八十年代）（页面存档备份，存于）〉，《中華巴士紀念館》，造訪於2016年5月21日。
- 〈中華汽車有限公司：董事及高級行政人員〉，《irasia.com Ltd》，造訪於2025年7月4日。

## 外部連結
- 中華巴士紀念館（页面存档备份，存于）
- China Motor Bus Company, Limited（页面存档备份，存于）（irasia.com）
- 巴士銀（页面存档备份，存于），廉政公署
  - 廉政先鋒劇集：上集（页面存档备份，存于）、下集（页面存档备份，存于）

| 商界職務                             | 商界職務                                 | 商界職務        |
| ------------------------------------ | ---------------------------------------- | --------------- |
| 前任： 首任                          | 中華汽車有限公司主席及監理 1933年–2001年 | 繼任： 顏潔齡   |
| 官衔                                 |                                          |                 |
| 前任： 周錫年議員                    | 香港立法局首席非官守議員 1959年–1961年   | 繼任： 郭贊議員 |
| 非組織職務                           |                                          |                 |
| 前任： 梁弼予 （東華醫院庚午年主席） | 東華三院辛未年主席 1931年–1932年         | 繼任： 陳廉伯   |
| 前任： 陳鑑坡                        | 保良局己卯年主席 1939年–1940年           | 繼任： 羅棟勳   |